# Los Angeles
Los Angeles, cunoscut ca L.A. ori în mod colocvial [the] „City of Angels” (Orașul Îngerilor), este cel mai mare oraș din statul California și al doilea ca mărime a populației din Statele Unite ale Americii, fiind întrecut doar de New York City. Populația este estimată la 4 milioane de locuitori. , 
Los Angeles este centrul cultural, financiar și comercial al sudului Californiei. Orașul este recunoscut pentru climatul mediteraneean, diversitatea etnică și industria cinematografică și cea a divertismentului, fiind o metropolă în continuă expansiune. 
Los Angeles este situat în bazinul Los Angeles, delimitat de Oceanul Pacific pe o parte și de munții cu înălțimi de 3000 metri pe cealaltă parte. Orașul acoperă o suprafață de 1,302.15 km pătrați, fiind centrul comitatului Los Angeles, cel mai populat comitat din Statele Unite. Los Angeles este principalul oraș al zonei metropolitane Los Angeles, al doilea că mărime după zona metropolitană New York City, cu o populație de 13,1 milioane de locuitori.
Este o parte a regiunii urbane sau mega-orașul "Greater Los Angeles/Los Angeles-Long Beach CSA", cu o populație estimată în 2015 la 18,7 milioane de locuitori. 
De asemenea, face parte din Megalopolisul californian SanSan în care sunt incluse și orașele San Francisco și San Diego. 
Los Angeles este unul dintre motoarele economice semnificative ale Statelor Unite, cu o economie diversă într-o gamă largă de domenii profesionale și culturale. Los Angeles este faimos ca fiind căminul Hollywoodului, centrul major al industriei divertismentului. Ca oraș global, este încadrat pe locul 6 în topul orașelor globale și pe locul 9 în topul orașelor cele mai dezvoltate economic. Los Angeles are produsul metropolitan brut în valoare de 831 miliarde de dolari conform statisticilor din 2008, fiind pe locul 3 după Tokyo și New York City. 
Los Angeles a găzduit Jocurile Olimpice de două ori, în 1932 și în 1984, urmând să le găzduiască pentru a treia oară în 2028. A găzduit și concursul de frumusețe "Miss Univers" în 1990 și 2006 și a fost unul din cele nouă orașe americane care a găzduit Campionatul Mondial de Fotbal din 1994. În 1998 a găzduit Campionatul Mondial de Fotbal Feminin.  
În trecutul îndepărtat, era locuit de populațiile Chumash și Tongya. Dar în 1542, Juan Rodrigues Cabrillo a reclamat teritoriul sub controlul său, alături de ceea ce va fi numit "Alta California". Pe 4 septembrie 1781 guvernatorul spaniol Felipe de Neve a întemeiat un oraș în zona vestică a Statelor Unite ale Americii, pe nume El Pueblo de Nuestra Senora Reina de Los Angeles. Dominația spaniolă a încetat în 1821 când a intrat sub controlul Imperiului Mexican după Războiul de Independență Mexican, dar Statele Unite ale Americii au preluat controlul orașului în 1848 după Războiul Mexicano-American. Los Angeles și restul Californiei au fost achiziționate în urmă tratatului de la Guadalupe Hidalgo, devenind parte a Statelor Unite ale Americii. Los Angeles a devenit un municipiu pe 4 aprilie 1850, la cinci luni după ce California a dobândit statutul de stat american. Descoperirea petrolului în anii 1890 a condus la dezvoltarea rapidă a orașului.  În 1913 a fost finalizat apeductul Los Angeles, distribuind apă din estul Californiei, ceea ce a dus la extindere urbană rapidă. 
Apariția căilor ferate, precum și celebra "Goană după aur" a adus în aceste ținuturi foarte mulți emigranți. Stabilirea după 1913 aici a marilor studiouri cinematografice va avea efectul unei explozii a afacerilor, ceea ce va aduce acestui oraș numele de țara făgăduinței. 
În mod special, orașul Los Angeles este liderul mondial al producerii și difuzării mijloacelor de divertisment accesibile tuturora, filme, programe de televiziune și înregistrări de muzică.
Los Angeles este unul dintre cele mai cosmopolite locuri ale lumii. Oameni de pretutindeni au fost constant atrași de calitatea sa de oraș deosebit, vremea sa extrem de blândă, poziționarea sa geografică de-a lungul a ceea ce se numește geografic Pacific Rim Gateway, stilul de viață vibrant, energia ce pare a se degaja de pretutindeni și de speranța realizării visului american (American Dream).

## Geografie

### Topografie

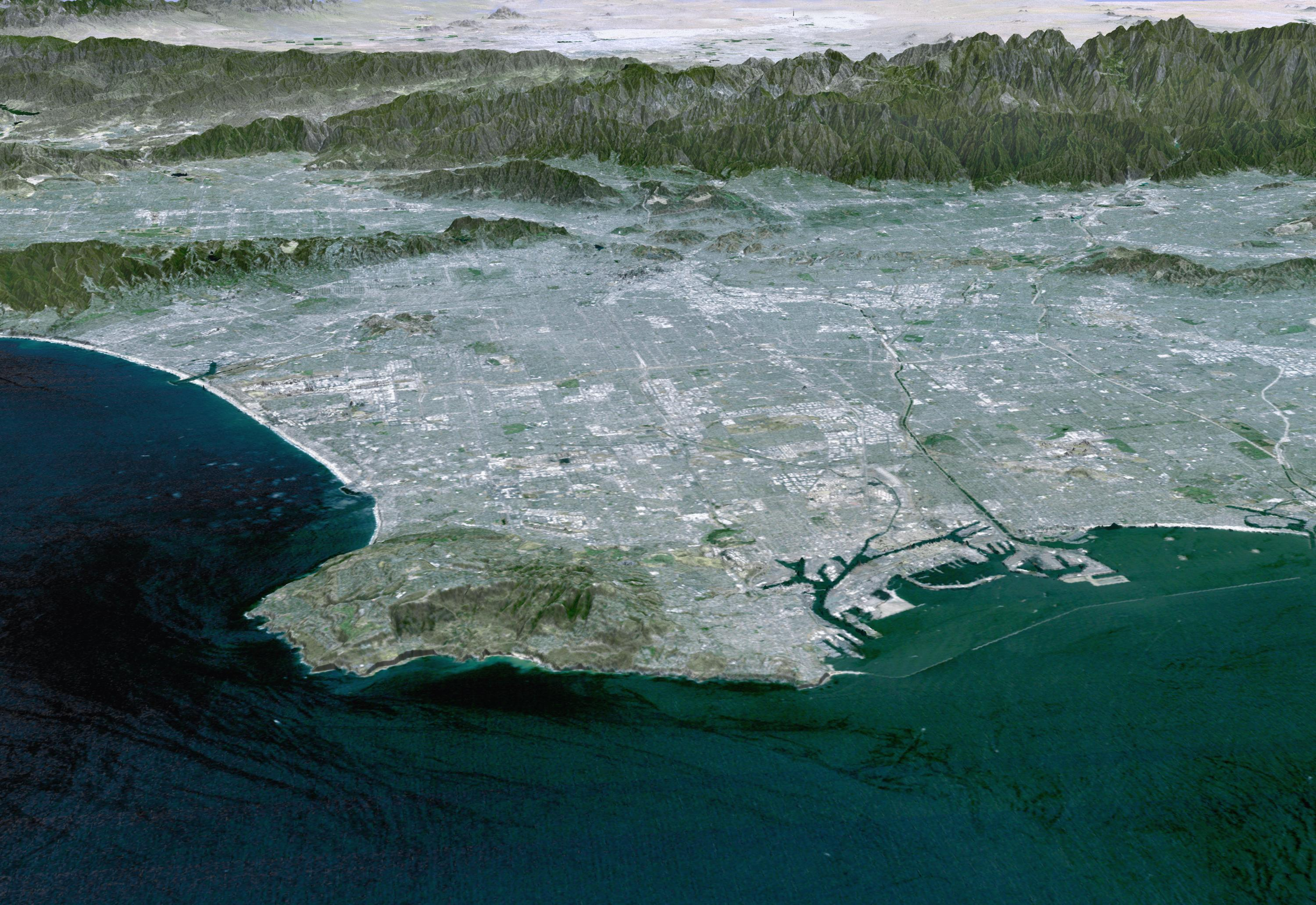
Bazinul Los Angeles

Los Angeles are o formă inegală și acoperă o suprafață de 1,302 km2, dintre care 1,214 km2 de pământ și 88 km2 de apă. Orașul se întinde pe o suprafață de 71 km longitudinal și 47 km latitudinal. Perimetrul orașului este de 550 km.
Los Angeles are suprafețe drepte și suprafețe ce conțin dealuri. Cel mai înalt punct al orașului este de 1,547m pe Muntele Lukens, situat în partea de nord-est a văii San Fernando. Partea de est a Munților Santa Monica se întinde din centru până în Oceanul Pacific și separă bazinul Los Angeles de Valea San Fernando. Alte zone cu dealuri sunt Muntele Washington la nord de centru, părți estice cum ar fi Boyle Heights, districtul Crenshaw lângă Baldwin Hills și districtul San Pedro.

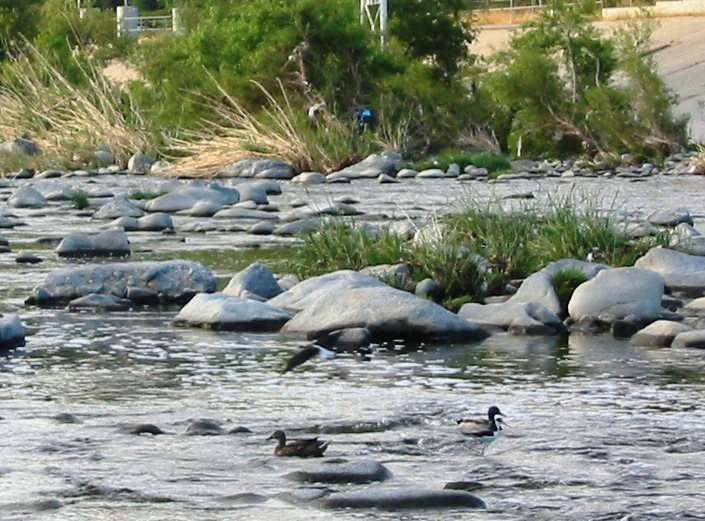
Rațe Sălbatice pe Râul Los Angeles

Râul Los Angeles, ce este în mare parte sezonier, este principalul canal de drenaj. A fost întărit de 51 de mile de beton de către Army Corps of Engineers pentru a servi drept canal pentru inundații. Râul începe în districtul Canoga Park, curge la est de Valea San Fernando pe lângă partea nordica a Munților Santa Monica și se întoarce spre sud prin centrul orașului, având gura de vărsare în portul din Long Beach la Oceanul Pacific. Râul mai mic, Ballona Creek se varsă în Golful Santa Monica la Playa del Ray.

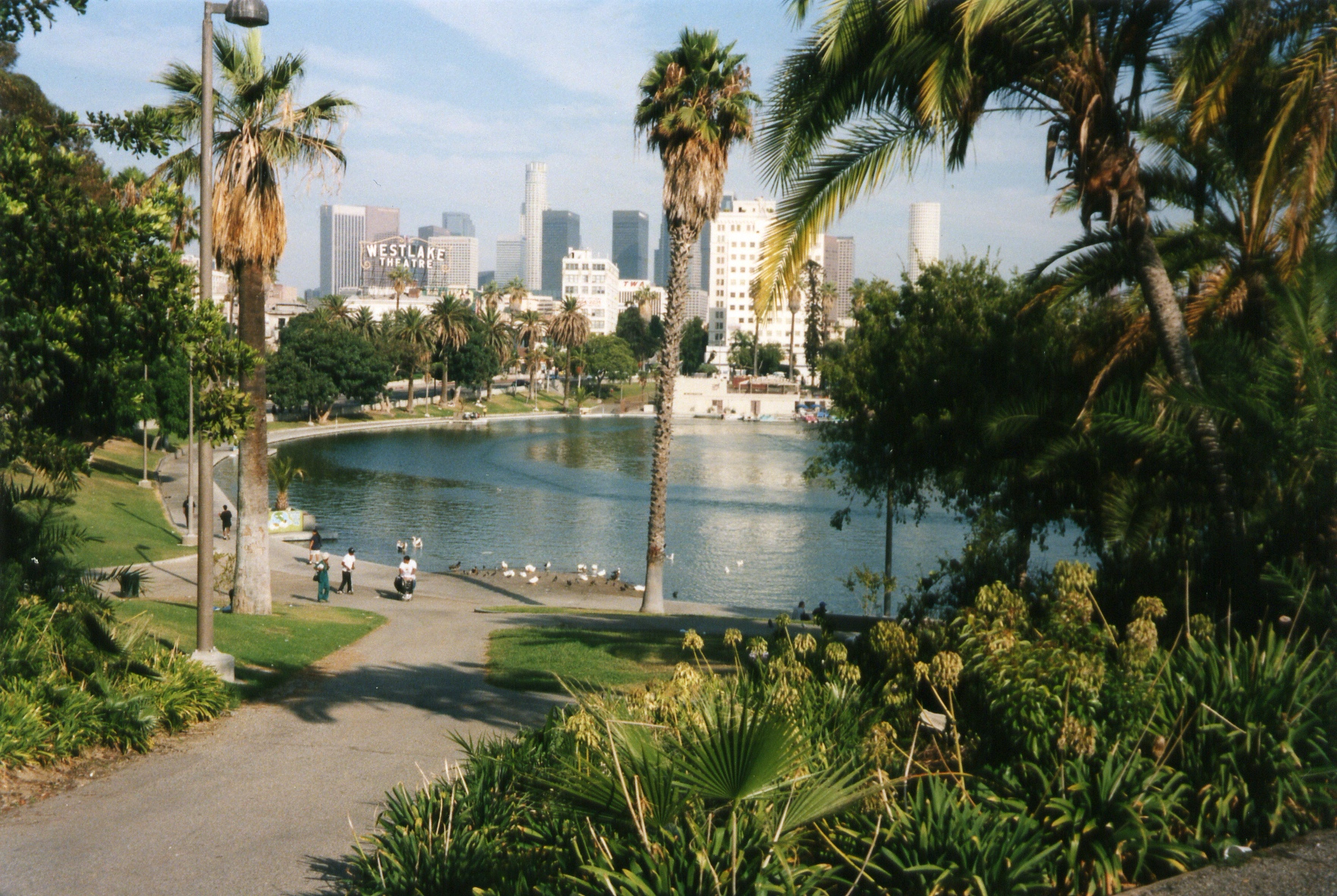
Parcul MacArthur

Zona Los Angeles este foarte bogată în plante native, datorită diversității în habitat, incluzând plaje, zone umede și munți. Cel mai întâlnit element botanic este tufișul de coastă, ce acoperă părțile de coastă. Printre plantele native se numără: California poppy, matilija poppy, toyon, Stejarul Coast Live și Giant Wildrye. Multe dintre aceste specii native, precum floarea de soare Los Angeles, au devenit atât de rare încât sunt considerate protejate. Deși nu este considerat un nativ al zonei, copacul oficial al Los Angelesului este Copacul Coral (Erythrina caffra) și floarea oficială este Bird of Paradise (Strelitzia reginae). Palmierii Mexican Fan, Palmierii Canary Island și Palmierii California Fan sunt destul de întâlniți în Los Angeles, deși doar ultimul este nativ.

### Geologie
Los Angeles este o zonă cu risc seismic ridicat din cauza locației acestuia în Inelul de Foc al Pacificului. Instabilitatea geologica a produs numeroase falii, produse de aproximativ 10,000 de cutremure anual. Una dintre faliile majore este Falia San Fernando. Localizată la limita dintre Placa Pacificului și Placa Americii de Nord, se presupune că aceasta va fi sursa următorului mare cutremur din California de Sud. Printre cutremurele majore ce au lovit zona Los Angelesului sunt cutremurul din creasta de nord din 1994, cutremurul din 1987 Whittier Narrows, cutremurul San Fernando din 1971 lângă Sylmar și cutremurul Long Beach din 1933. Cea mai mare parte a cutremurelor sunt de intensitate scăzută și nu sunt resimțite. Bazinul Los Angeles și zona metropolitană sunt de asemenea în zona de risc. Câteva zone are orașului sunt de asemenea vulnerabile tsunamiurilor. Părți ale porturilor au fost distruse de valuri cauzate de cutremurul Valdivia în 1960.

### Climat

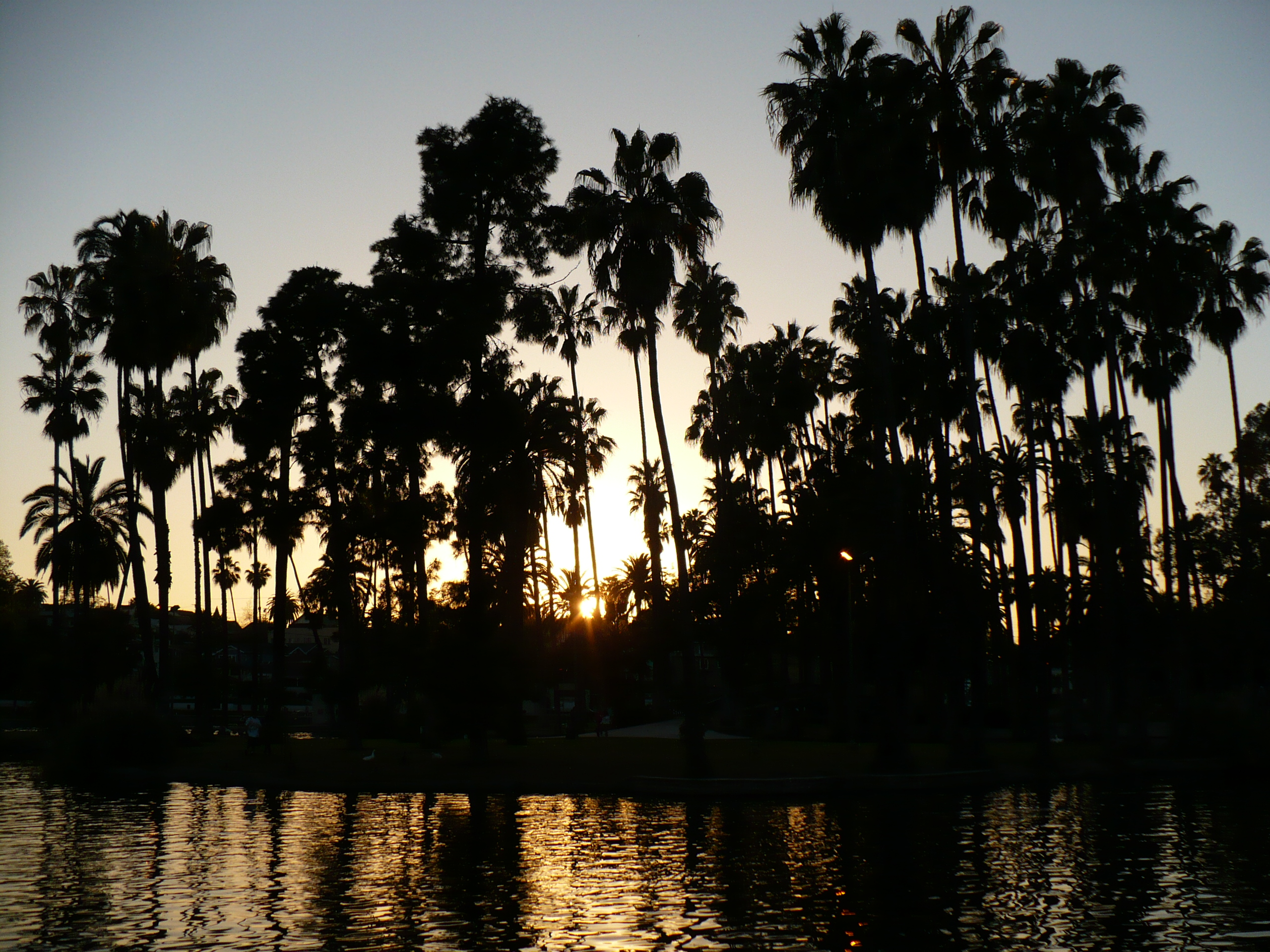
Parcul Echo văzut cu palmieri

Los Angeles are un climat Subtropical-Mediteraneean și primește precipitații anuale îndeajuns încât să nu aibă un climat semi-arid. Los Angeles are mult soare în timpul anului, cu o medie de numai 35 de zile cu precipitații anual. Media anuală a temperaturii în centru este de 19 °C: 24 °C în timpul zilei și 14 °C în timpul nopții. În cea mai friguroasă lună, ianuarie, temperatura de obicei se situează între 15 și 23 °C în timpul zilei și 7 și 13 °C în timpul nopții. În cea mai călduroasă lună, August, temperatura se situează de obicei între 26 și 32 °C în timpul zilei și în jur de 18 °C în timpul nopții. Temperatura trece de 32 °C timp de câteva zeci de zile pe an, de la o zi pe lună în aprilie, mai, iunie și noiembrie la trei zile pe lună în iulie, august, octombrie și cinci zile în septembrie. Temperaturile fluctuează în timpul zilei. Diferența dintre media minimă și media maximă este de peste 17 °C. Temperatura medie anuală a apei este de 17 °C, de la 14 °C în ianuarie la 20 °C în August. Orele cu soare totalizează mai mult de 3,000 pe an, cu o medie de 7 ore cu soare pe zi în decembrie la o medie de 12 ore cu soare pe zi în iulie.
Zona Los Angeles este și o zonă cu un fenomen specific unui microclimat, cauzând variații extreme a temperaturii. De exemplu, media maximă a temperaturii în iulie în Portul Santa Monica este de 24 °C în timp ce în Canoga Park este de 35 °C. Orașul, ca o mare parte din coasta de sud a Californiei, este subiectul unui fenomen climatic numit June Gloom în care sunt temperaturi de primăvară târzie/vară timpurie. Aceasta include cer încețoșat în timpul dimineții ce se transformă în cer senin imediat după amiază.
Centrul Los Angelesului are medie de 384,6 mm de precipitații anuale, dintre care multe cad iarna și primăvara (noiembrie - aprilie), în general în forma ploii mărunte, dar destul de des și sub forma ploii violente cu tunete în timpul furtunilor de iarnă. Coasta primește mai puțină ploaie, în timp ce munții primesc mai multă. Regiunea Văii San Fernando a Los Angelesului poate primi între 410 și 510 mm de ploaie pe an. Anii cu o medie ridicată de ploaie sunt destul de rari. Șablonul obișnuit este bimodal, cu o perioadă scurtă de ani secetoși (între 180 și 200 mm) urmați de unul sau doi ani cu ploaie care ridica media precipitațiilor. Zăpada este destul de rară în bazinul orașului, dar munții din interiorul orașului primesc de obicei zăpadă în fiecare iarnă. Cea mai mare cădere de zăpadă înregistrată în centrul Los Angelesului a fost de 5 cm în 1932. Cea mai mare temperatură înregistrată în centrul Los Angelesului a fost de 45 °C pe data de 27 septembrie 2010 și cea mai mică temperatura înregistrată este de -4 °C pe data de 22 decembrie 1944.

Format:Los Angeles weatherbox
| Date climatice pentru Los Angeles (LAX, at the coast)  | Date climatice pentru Los Angeles (LAX, at the coast) | Date climatice pentru Los Angeles (LAX, at the coast) | Date climatice pentru Los Angeles (LAX, at the coast) | Date climatice pentru Los Angeles (LAX, at the coast) | Date climatice pentru Los Angeles (LAX, at the coast) | Date climatice pentru Los Angeles (LAX, at the coast) | Date climatice pentru Los Angeles (LAX, at the coast) | Date climatice pentru Los Angeles (LAX, at the coast) | Date climatice pentru Los Angeles (LAX, at the coast) | Date climatice pentru Los Angeles (LAX, at the coast) | Date climatice pentru Los Angeles (LAX, at the coast) | Date climatice pentru Los Angeles (LAX, at the coast) | Date climatice pentru Los Angeles (LAX, at the coast) |
| Luna                                                   | Ian                                                   | Feb                                                   | Mar                                                   | Apr                                                   | Mai                                                   | Iun                                                   | Iul                                                   | Aug                                                   | Sep                                                   | Oct                                                   | Nov                                                   | Dec                                                   | Anual                                                 |
| ------------------------------------------------------ | ----------------------------------------------------- | ----------------------------------------------------- | ----------------------------------------------------- | ----------------------------------------------------- | ----------------------------------------------------- | ----------------------------------------------------- | ----------------------------------------------------- | ----------------------------------------------------- | ----------------------------------------------------- | ----------------------------------------------------- | ----------------------------------------------------- | ----------------------------------------------------- | ----------------------------------------------------- |
| Maxima medie °F (°C)                                   | 65.6 (18,7)                                           | 65.8 (18,8)                                           | 65.3 (18,5)                                           | 68.0 (20)                                             | 69.3 (20,7)                                           | 72.6 (22,6)                                           | 75.3 (24,1)                                           | 76.8 (24,9)                                           | 76.5 (24,7)                                           | 74.3 (23,5)                                           | 70.4 (21,3)                                           | 66.7 (19,3)                                           | 70,6 (21,4)                                           |
| Media zilnică °F (°C)                                  | 57.1 (13,9)                                           | 58.0 (14,4)                                           | 58.3 (14,6)                                           | 60.8 (16)                                             | 63.1 (17,3)                                           | 66.4 (19,1)                                           | 69.3 (20,7)                                           | 70.7 (21,5)                                           | 70.1 (21,2)                                           | 66.9 (19,4)                                           | 61.6 (16,4)                                           | 57.6 (14,2)                                           | 63,3 (17,4)                                           |
| Minima medie °F (°C)                                   | 48.6 (9,2)                                            | 50.1 (10,1)                                           | 51.3 (10,7)                                           | 53.6 (12)                                             | 56.9 (13,8)                                           | 60.1 (15,6)                                           | 63.3 (17,4)                                           | 64.5 (18,1)                                           | 63.6 (17,6)                                           | 59.4 (15,2)                                           | 52.7 (11,5)                                           | 48.5 (9,2)                                            | 56,1 (13,4)                                           |
| Ploaie inches (mm)                                     | 2.98 (75.7)                                           | 3.11 (79)                                             | 2.40 (61)                                             | 0.63 (16)                                             | 0.24 (6.1)                                            | 0.08 (2)                                              | 0.03 (0.8)                                            | 0.14 (3.6)                                            | 0.26 (6.6)                                            | 0.36 (9.1)                                            | 1.13 (28.7)                                           | 1.79 (45.5)                                           | 13,15 (334)                                           |
| Nr. mediu de zile ploioase (≥ 0.01 in)                 | 6.4                                                   | 6.3                                                   | 6.5                                                   | 2.6                                                   | 1.3                                                   | 0.5                                                   | 0.4                                                   | 0.5                                                   | 1.2                                                   | 2.0                                                   | 3.1                                                   | 4.7                                                   | 35,5                                                  |
| Sursă: National Oceanic and Atmospheric Administration |                                                       |                                                       |                                                       |                                                       |                                                       |                                                       |                                                       |                                                       |                                                       |                                                       |                                                       |                                                       |                                                       |

| Date climatice pentru Los Angeles (Canoga Park, in the San Fernando Valley) | Date climatice pentru Los Angeles (Canoga Park, in the San Fernando Valley) | Date climatice pentru Los Angeles (Canoga Park, in the San Fernando Valley) | Date climatice pentru Los Angeles (Canoga Park, in the San Fernando Valley) | Date climatice pentru Los Angeles (Canoga Park, in the San Fernando Valley) | Date climatice pentru Los Angeles (Canoga Park, in the San Fernando Valley) | Date climatice pentru Los Angeles (Canoga Park, in the San Fernando Valley) | Date climatice pentru Los Angeles (Canoga Park, in the San Fernando Valley) | Date climatice pentru Los Angeles (Canoga Park, in the San Fernando Valley) | Date climatice pentru Los Angeles (Canoga Park, in the San Fernando Valley) | Date climatice pentru Los Angeles (Canoga Park, in the San Fernando Valley) | Date climatice pentru Los Angeles (Canoga Park, in the San Fernando Valley) | Date climatice pentru Los Angeles (Canoga Park, in the San Fernando Valley) | Date climatice pentru Los Angeles (Canoga Park, in the San Fernando Valley) |
| Luna                                                                        | Ian                                                                         | Feb                                                                         | Mar                                                                         | Apr                                                                         | Mai                                                                         | Iun                                                                         | Iul                                                                         | Aug                                                                         | Sep                                                                         | Oct                                                                         | Nov                                                                         | Dec                                                                         | Anual                                                                       |
| --------------------------------------------------------------------------- | --------------------------------------------------------------------------- | --------------------------------------------------------------------------- | --------------------------------------------------------------------------- | --------------------------------------------------------------------------- | --------------------------------------------------------------------------- | --------------------------------------------------------------------------- | --------------------------------------------------------------------------- | --------------------------------------------------------------------------- | --------------------------------------------------------------------------- | --------------------------------------------------------------------------- | --------------------------------------------------------------------------- | --------------------------------------------------------------------------- | --------------------------------------------------------------------------- |
| Maxima medie °F (°C)                                                        | 67.9 (19,9)                                                                 | 69.9 (21,1)                                                                 | 72.0 (22,2)                                                                 | 77.7 (25,4)                                                                 | 81.3 (27,4)                                                                 | 88.8 (31,6)                                                                 | 95.0 (35)                                                                   | 96.0 (35,6)                                                                 | 91.7 (33,2)                                                                 | 84.4 (29,1)                                                                 | 74.7 (23,7)                                                                 | 68.8 (20,4)                                                                 | 80,7 (27,1)                                                                 |
| Media zilnică °F (°C)                                                       | 53.7 (12,1)                                                                 | 55.4 (13)                                                                   | 57.2 (14)                                                                   | 61.3 (16,3)                                                                 | 65.2 (18,4)                                                                 | 71.0 (21,7)                                                                 | 76.0 (24,4)                                                                 | 76.8 (24,9)                                                                 | 73.5 (23,1)                                                                 | 66.8 (19,3)                                                                 | 58.2 (14,6)                                                                 | 53.6 (12)                                                                   | 64,1 (17,8)                                                                 |
| Minima medie °F (°C)                                                        | 39.5 (4,2)                                                                  | 40.9 (4,9)                                                                  | 42.3 (5,7)                                                                  | 44.8 (7,1)                                                                  | 49.1 (9,5)                                                                  | 53.2 (11,8)                                                                 | 56.9 (13,8)                                                                 | 57.6 (14,2)                                                                 | 55.2 (12,9)                                                                 | 49.2 (9,6)                                                                  | 41.7 (5,4)                                                                  | 38.3 (3,5)                                                                  | 47,4 (8,6)                                                                  |
| Ploaie inches (mm)                                                          | 3.83 (97.3)                                                                 | 4.40 (111.8)                                                                | 3.60 (91.4)                                                                 | 0.88 (22.4)                                                                 | 0.32 (8.1)                                                                  | 0.07 (1.8)                                                                  | 0.01 (0.3)                                                                  | 0.15 (3.8)                                                                  | 0.24 (6.1)                                                                  | 0.62 (15.7)                                                                 | 1.29 (32.8)                                                                 | 2.38 (60.5)                                                                 | 17,79 (451,9)                                                               |
| Nr. mediu de zile ploioase (≥ 0.01 in)                                      | 6.2                                                                         | 5.9                                                                         | 6.1                                                                         | 3.0                                                                         | 1.3                                                                         | 0.4                                                                         | 0.1                                                                         | 0.7                                                                         | 1.3                                                                         | 2.0                                                                         | 3.2                                                                         | 4.4                                                                         | 34,6                                                                        |
| Sursă: NOAA                                                                 |                                                                             |                                                                             |                                                                             |                                                                             |                                                                             |                                                                             |                                                                             |                                                                             |                                                                             |                                                                             |                                                                             |                                                                             |                                                                             |

## Istoric
Imperiul Spaniol 1781–1821

 Primul Imperiu Mexican  1821–1823

 Statele Unite Mexicane 1823–1848

 Republica California 1846

 Statele Unite ale Americii 1848–prezent 

### Colonialismul Spaniol
Din anul 3000 î.Hr., regiunea era ocupată de populația Hokan care se ocupa cu pescuitul, vânătoarea de delfini și culesul  semințelor sălbatice. Au fost înlocuiți de populația Tongya vorbitoare de limba uto-aztecană, imigranți proveniți din Marele Bazin, alungați de secetă. Aceștia au coexistat cu triburile Chumash. Până în secolul al XVIII-lea, regiunea Californiei de azi era populată de 300 000 de indivizi nativi, iar bazinul Los Angeles era populat de 5000 de nativi. După primul contact, europenii i-au denumit "gabrielinos" și "fernandenos". Gabrielanos (Tongya) traăiau în așezări numite iyaanga, care înseamnă "loc de stejar otrăvitor". 
Din 1542 până în 1602, primii europeni care au vizitat regiunea au fost căpitanul Juan Rodriguez Cabrillo și căpitanul Sebastian Vizcaino, reprezentanți ai Imperiului Spaniol aflați într-o expediție militară spre nord, de-a lungul coastei Pacificului. Pe 2 august 1769, Gaspar de Portola și misionarul franciscan Juan Crespi, au explorat regiunea. În 1771, călugărul franciscan Junipero Serra a organizat construirea sediului delegației romano-catolice Arcángel San Gabriel. În 1777 guvernatorul Felipe de Neve a instaurat controlul asupra provinciei spaniole Alta California construind sate "pueblos" cu suportul prezidiului militar pe fondul dezvoltării industriei și agriculturii. Acestea erau Santa Barbara, San Jose și Los Angeles unde a impus Legile Indiilor promulgate de regele Filip al II-lea al Spaniei în 1573. Aceste legi aveau să fie fundamentele orașelor Los Angeles, San Francisco, Tucson și San Antonio. 
Pe 4 septembrie 1781, un grup de 44 de săteni (22 adulți, 22 copii) din Senora, cunoscuti drept "Los Pobladores", au fondat pueblo-ul numit El Pueblo de Nuestra Señora la Reina de los Ángeles (Orasul Doamnei Noastre, Regina Ingerilor). Sistemul spaniol presupunea construirea unei piețe centrale deschise, înconjurată de o biserică fortificată, clădiri administrative și o rețea dreptunghiulară de străzi, lăsând spații pentru ferme si locuințe. În 1784 au fost desfășurate primele ceremonii de căsătorie din Los Angeles. Între 1818 și 1822 au fost construite piața La Iglesia de Nuestra Senora de Los Angeles. O nouă biserică a fost construită de guvernatorul Neve. În 1820, a fost stabilită ruta El Camino Viejo dinspre Los Angeles, asupra munților spre nord și spre partea de vest a valei San Joaquin. 

### Epoca mexicana
In urma dobandirii independentei fata de Spania in 1821, provincia Alta California a intrat sub controlul Mexicului. Nemaifiind supusii regelui, populatia era cunoscuta ca "ciudadanos", cetateni cu drepturi supusi legii. Independenta a adus avantaje precum crestere economica. Practicile agricole si fermele de vite s-au extins datorita comertului cu piele si seu. Los Angeles era separat de administratia Santa Barbara si un sistem de irigatii ce furnizau apa dinspre rau au fost sapate. 
In urma secularizarii Californiei multumita Congresului Mexican din 1833, comertul a devenit prosper. Terenurile bisericesti apartineau oficialilor guvernamentali, fermierilor si speculatorilor. In 1835, orasul Los Angeles a capatat statutul de oras de la congresul mexican, devenind oficial capitala provinciei Alta California, avand o populatie de 800 de locuitori. Populatia orasului a cescut pana in 1841 la 1680. 
Investitori straini precum Jean-Louis Vignes cumparau terenuri de 104 acri unde plantau vita de vie pentru a prepara vinul. California de Sud a dezvoltat astfel o industrie a vinului, exportandu-l spre nordul Cliforniei, Santa Barbara, Monterey si San Francisco. 
In mai 1846, razboiul mexicano-american a izbucnit. Pentru ca Mexic n-a putut apara teritoriile nordice, California a devenit expusa invaziei. Pe 13 august 1846, Commodore Robert F. Stockton, acompaniat de John C. Fremont, militari ai Statelor Unite ale Americii, au cucerit orasul Los Angeles. Guvernatorul Pico a fugit in Mexic. Toata regiunea Californiei a intrat sub control militar american dupa semnarea tratatelor de la Cahuenga pe 13 ianuarie 1847 si Guadalupe Hidalgo pe 2 februarie 1848 in urma incheierii razboiului. Los Angeles a fost incorporat ca oras american pe 4 aprilie 1850. Inclusiv denumirile spaniole ale strazilor orasului au fost schimbate in limba engleza. Dar fragmentarea etnica si culturala a orasului a continuat sa se mentina pana azi. Sub sistem spaniol, locuintele elitelor inconjurau Plaza, centrul orasului, dar sub sistem american, puterea elitelor a fost transferata la periferie, in vreme ce centrul orasului era populat de minoritati precum chinezi, italieni, francezi, rusi si mexicani. 

### Epoca americana
In 1848, descoperirea aurului in Coloma a atras interesul a mii de mineri din Senora in nordul Mexicului in cautarea aurului. Multi s-au asezat in zona nordica a Plazei, cunoscuta ca Sonoratown. Los Angeles era recunoscut ca " Regina Comitatelor de Vaci" pentru rolul sau in furnizarea proviziilor de friptura minerilor infometati din nord. 
Din cauza absentei unui sistem legal, orasul a alunecat spre haos si infractionalitate. Regimentele New York au fost insarcinate sa mentina ordinea asupra batausilor, huliganilor, jucatorilor escroci, proscrisilor si prostituatelor veniti din San Francisco si asezari miniere dinspre nord in cautarea imbogatirii. Los Angeles a devenit cel mai corupt si nelegiuit oras din vestul Santa Fe. Multi rezidenti s-au opus stapanirii americane prin a apela la acte de banditism. In 1856, Juan Flores a amenintat cu o revolta totala in sudul Californiei, dar a fost spanzurat la Los Angeles. Tiurcio Vasquez, o legenda prin randul populatiei mexicane pentru modul indraznet cum a combatut autoritatea americana, a fost capturat si spanzurat in Los Angeles in 1875. 
Rata crimelor era crescuta la 158 per 100 000, avand loc 13 crime anual intre anii 1847 si 1870. Mexicanii marginalizati erau determinati sa recurga la acte de violenta, reducandu-le oportunitatile economice si politice. Sub guvernatorul Californiei John Gately Downey, California a ramas sub controlul unionist pe durata razboiului civil din anii 1860-1865. 
O alta problema a reprezentat-o violentele comise de indienii nativi, fiind deportati, marginalizati si cu proprietatile confiscate de autoritatile americane. Constitutia Californiei a privat populatia indiana de protectia legii, considerandu-i drept non-persoane. Din cauza asta, era imposibil ca un american sa fie adus la judecata daca ucidea un indian nativ sau daca ii confisca proprietatea. Activista pentru drepturile indienilor si scriitor din New England, Helen Hunt Jackson, a trait in asezarile indiene din sudul Californiei in 1883, experimentand si studiind stilul lor de viata. Aceasta a scris romanul Ramona in 1884 unde a descris indienii ca fiind buni mestesugari si fermieri, si nu "lenesi" asa cum ii catalogau americanii. A consemnat si atrocitatile comise de americani asupra indienilor si suferintele prin care treceau. Asezarile indiene din sudul Californiei au supravietuit multumita eforturilor sale, inclusiv populatia Tongya. In prezent mai traiesc doar 2000 de indieni care incearca sa-si protejeze stilul de viata si practicile traditionale din rezervatiile culturale. 
In 1870, populatia orasului Los Angeles a crescut la 5000, iar in 1900 la 100 000. Orasul a devenit un loc al oportunitatilor ce ii imbogateau rapid pe cei ambitiosi. 
In 1869, a fost inaugurata prima linie de cale ferata - Los Angeles & San Pedro, avand 34 de km lungime dintre San Pedro si Los Angeles. Spre finalul secolului, au fost construite peste 1600 km de linii de cale ferata ce conectau Los Angeles de Hollywood, Pasadena, San Pedro, Venice Beach, Santa Monica, San Bernardino, Long Beach, Santa Ana, Huntington Beach, fiind recunoscut ca cel mai bun sistem de transport public din lume. 
In 1892 au fost descoperite zacaminte de petrol langa Dodger Stadium. Los Angeles a devenit centrul productiei petroliere in secolul 20, iar din 1923, furniza un sfert din productia totala a petrolului la nivel mondial. 
Au fost construite canalizari si retele de apeducte, asigurand aprovizionarea cu apa a orasului intr-un climat semi-arid de la mare distanta. 
Dupa 1900, populatia orasului a crescut la 102 000. In 1908, consiliul orasului a promulgat noi ordonante privind zonele rezidentiale si cele industriale. S-au impus interdictii asupra desfasurarii activitatilor industriale in zonele declarate rezidentiale , precum construirea hambarelor, santierelor de cherestea si a fabricilor, inclusiv a depozitelor de explozivi, lucrarile de gaz, forajul de petrol, abatoare si tabacarii. In zonele rezidentiale erau construite strict apartamentele, hotelurile si locuintele. 
In 1910, a fost creat Hollywood, 10 companii de filme operand in oras la aceea vreme. Din 1921, 80% din industria filmului la nivel global era consentrat in Los Angeles. Banii generati de industrie aveau sa mentina economia crescuta a orasului in vreme ce restul lumii era devastat de criza economica. Din 1930, populatia orasului a crescut la 1 milion. Odata cu populatia a crescut mediul de afaceri, dar si infractionalitatea. O lume suberana infractionala s-a dezvoltat in aglomeratia urbana a orasului . Departamentul de Politie al orasului -Los Angeles Police Department (LAPD) lupta impotriva infractionalitatii. Insa nu puteau controla coruptia, caci pana si primarii si consolierii luau mite de la prostituate, contrabandisti, interlopi si jucatori. Los Angeles devenise din nou capitala coruptiei si infractionalitatii. 
In 1932, orasul a gazduit Jocurile Olimpice, propulsandu-si popularitatea globala. 
Pe durata celui de-al doilea razboi mondial, Los Angeles a fost un centru major de industrie maritima, furnizand nave maritime de transport precum Liberty Ship si Victory Ship si aeronave, gazduind sediile a sase mari companii aeronautice (Douglas Aircraft Company, Hughes Aircraft, Lockheed, North American Aviation, Northrop Corporation, Vultee). 
Dupa terminarea razboiului, Los Angeles s-a extins pana in San Fernando Valley. In anii 1950-1960 a fost extins sistemul autostrazilor interstatale, ducand la cresterea zonei suburbane. A devenit cel mai electrificat oras din lume. 
In anii 1960, cand populatia orasului depasea 2 milioane de locuitori, segregarile rasiale au dus la revolte masive reprimate sangeros, rezultand 34 de morti si 1000 de raniti. In 1969, Los Angeles a devenit locul de nastere al internetului, fiind trimisa prima transmisiune ARPANET de la Universitatea Californiei, Los Angeles, catre SRI in Menlo Park.
In 1984, orasul a gazduit pentru a doua oara Jocurile Olimpice , boicotate de 14 tari comuniste. 
Dupa 1990, populatia orasului depasea 3 milioane de locuitori.  
Tensiunile rasiale au erupt pe 29 aprilie 1992 cand filmarea cu cei patru ofiteri politisti care au capturat si batut cu brutalitate un civil afro-american, Rodney King , a fost transmisa publicului. Au rezultat revolte masive, inabusite de Garda Nationala. Pe 2 mai, 7,300 de polițiști, 1,950 șerifi, 9,975 de soldați ai Gărzii Naționale, 3,300 de militari și 1,000 de agenți FBI au venit la Los Angeles.Au rezultat 63 de persoane ucise , 2383 raniti si 12 000 de arestari. 
In 1994, orasul a fost cuprins de un cutremur de 6,7 grade pe scara Richter, cauzand pagube de 12,5 miliarde de dolari si 72 de morti. Pentru Los Angeles, secolul 20 s-a incheiat cu scandalul Rampart, cauzand o neincredere in politie. 
În 2002, localnicii au reușit prin vot să păstreze San Fernando Valley și Hollywood în orașul Los Angeles. Se estimeaza ca in prezent, populatia orasului se ridica la 4 milioane de locuitori.

## Urbanism

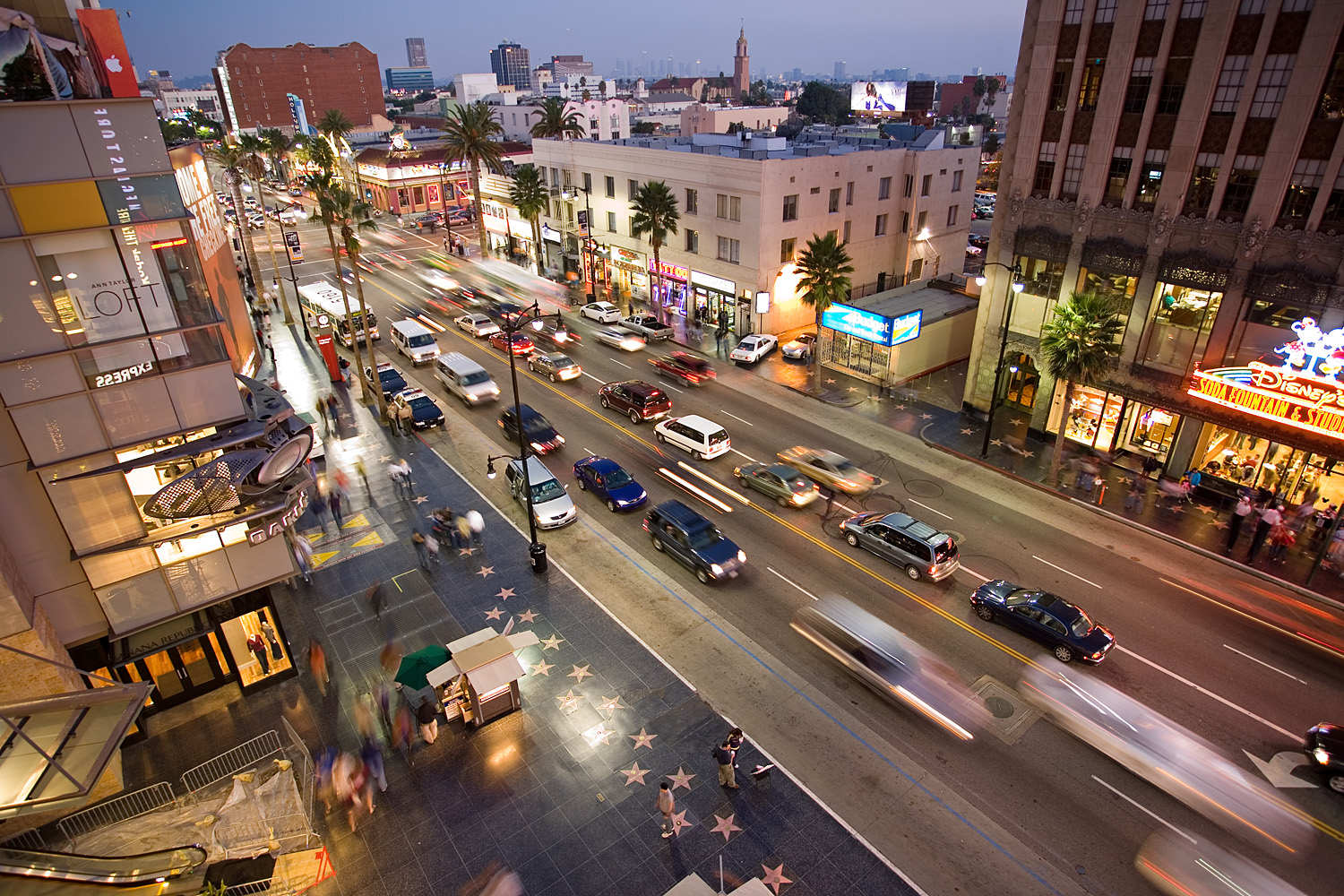
Hollywood, un bine cunoscut district al Los Angelesului, este des interpretat greșit ca fiind un oraș independent ca și West Hollywood.

Orașul este împărțit în mai multe cartiere. Există, de asemenea, mai multe orașe independente în jurul Los Angeles, dar acestea sunt grupate cu orașul Los Angeles. În general, orașul este împărțit în următoarele cartiere: Downtown Los Angeles, Eastside și nord-estul Los Angeles, de Sud Los Angeles (încă adesea colocvial referita la South Central de localnici), zona portuară, Greater Hollywood, Wilshire, Westside și San Fernando Valleys și Crescenta. Unele comunități bine-cunoscute în Los Angeles includ West Adams, Watts, Leimert Park, Baldwin Hills, Venice Beach, Downtown Financial District, Los Feliz, Silver Lake, la Hollywood, Koreatown, Westwood și zonele mai bogate din Bel Air, Benedict Canyon, Hollywood Hills, Hancock Park, Pacific Palisades, Century City și Brentwood.

## Atracții Turistice
Printre atracțiile turistice din Los Angeles se numără: Walt Disney Concert Hall, Cathedral of Our Lady of the Angels, Angels Flight, Kodak Theatre, Griffith Observatory, Getty Center, Getty Villa, Los Angeles Memorial Coliseum, Los Angeles County Museum of Art, Grauman's Chinese Theatre, Hollywood Sign, Bradbury Building, Hollywood Boulevard, Capitol Records Building, Los Angeles City Hall, Hollywood Bowl, Theme Building, Watts Towers, Staples Center, Dodger Stadium, La Placita Olvera/Olvera Street și Children's Hospital Los Angeles Sunset Bridge.
O alta atractie turistica importanta o constituie, izvoarele termale 100% naturale, Beverly Hot Springs fiind cea mai populara locatie balneoclimaterica, unde turistii se pot bucura de o varietate de tratamente spa naturale. 
Datorita amplasamentului pe inelul de foc al Pacificului, s-au format numeroase izvoare cu apa termala ce isi au originea in muntii Californiei : Santa Monica Mountains, Iron Mountains, Sierra Pelona Mountains, San Gabriel Mountains, San Jose Hills, Dominguez Hills, Santa Susana Mountains si Chino Hills California.

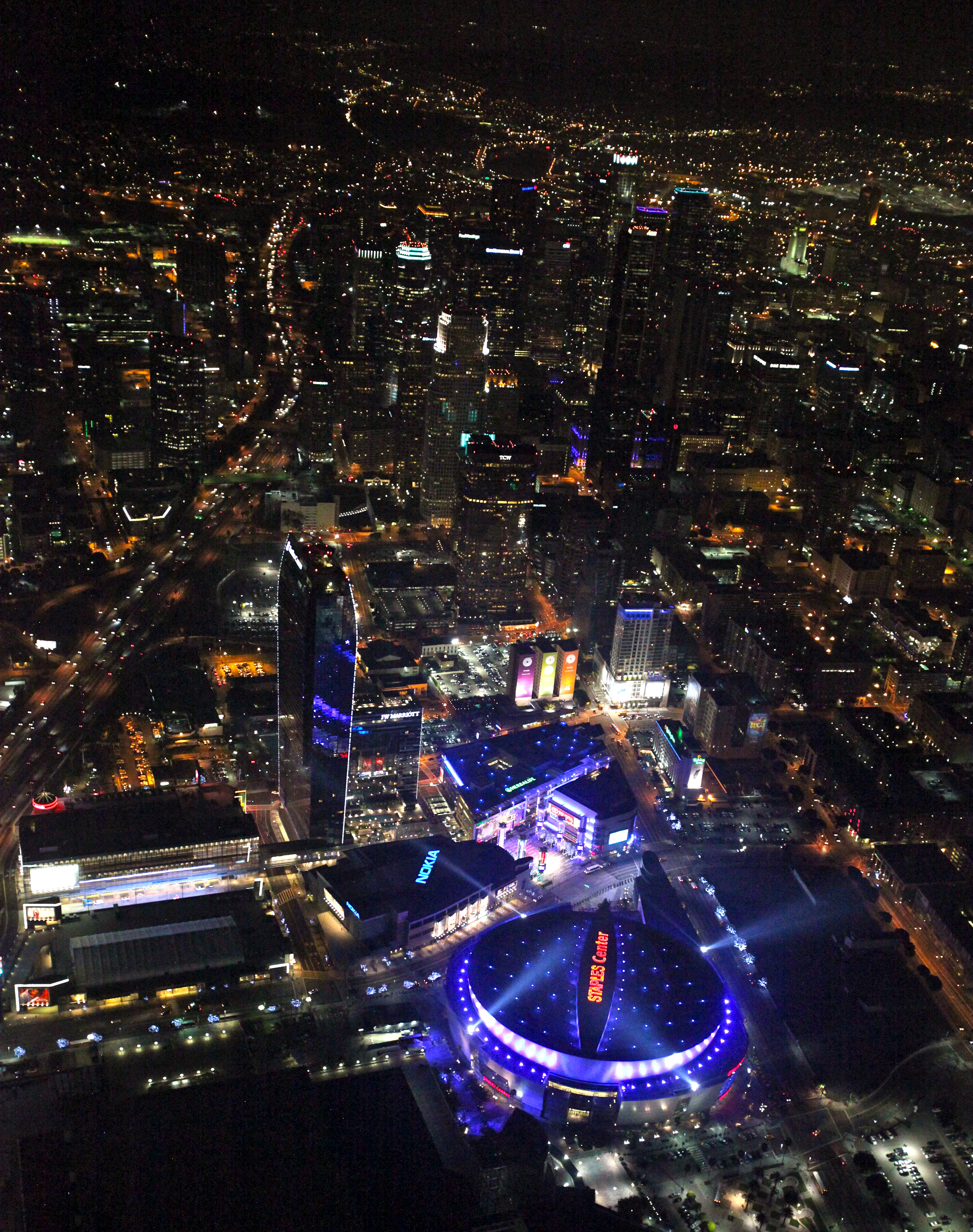
L.A. Live
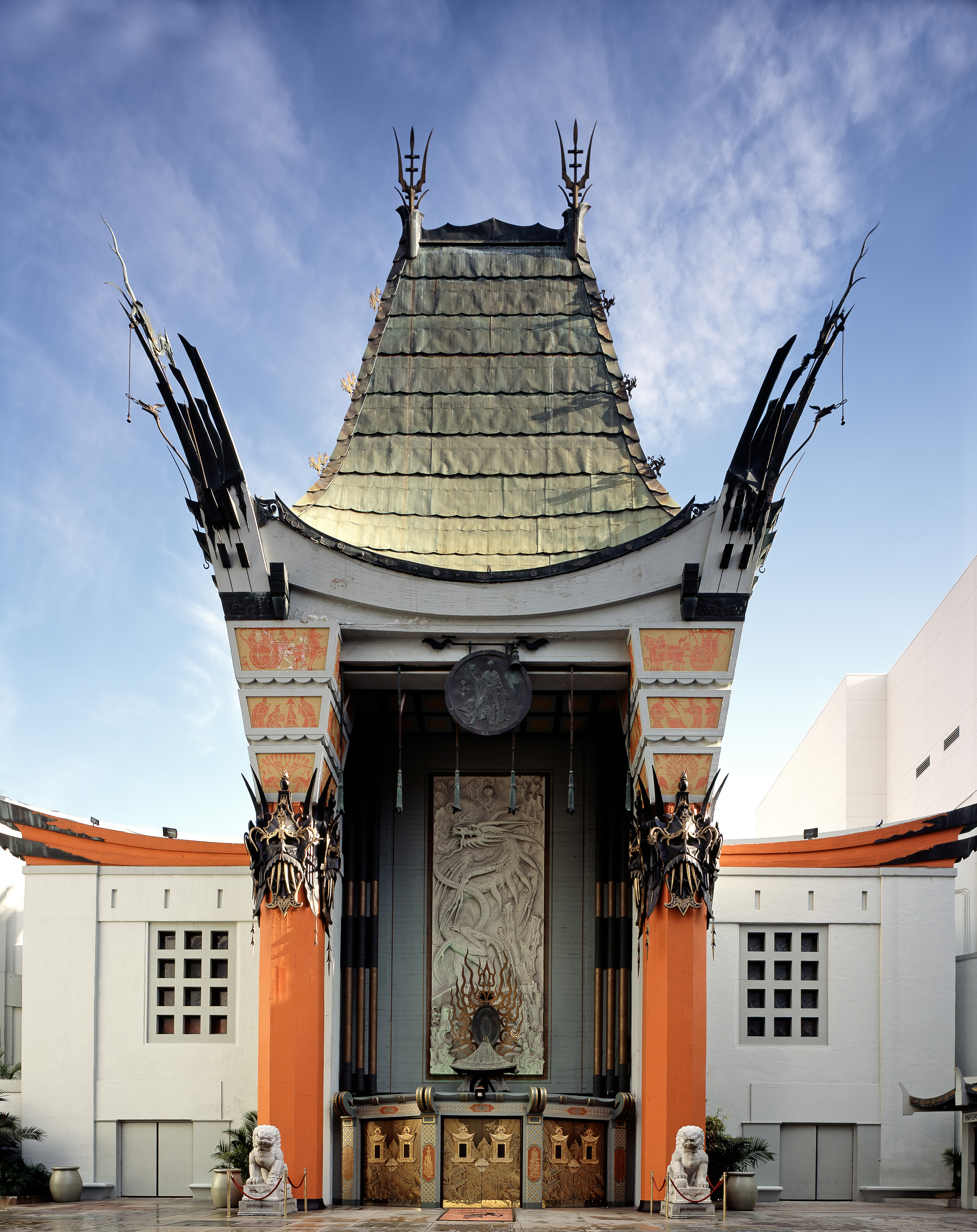
Teatrul Chinezesc Grauman
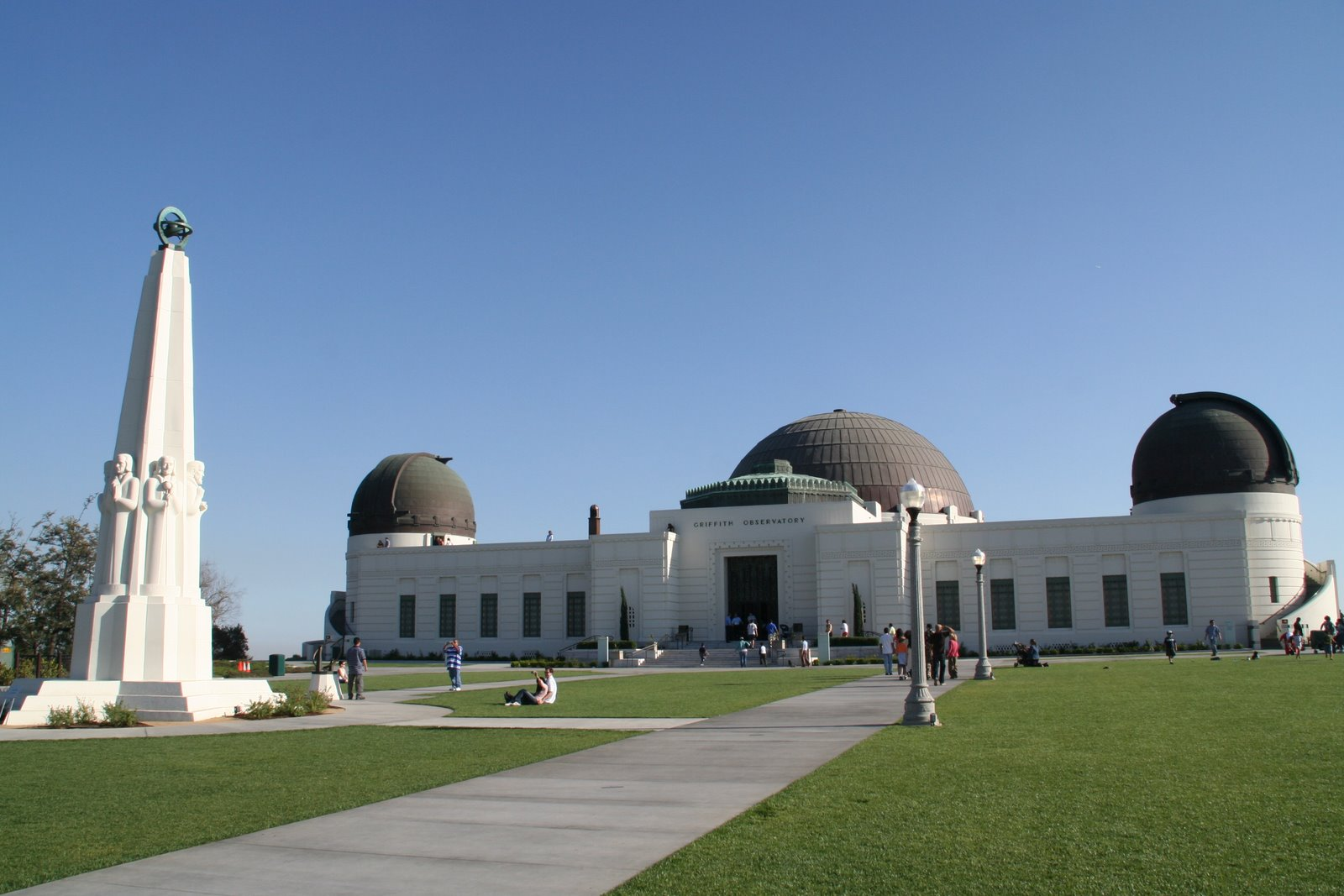
Griffith Observatory
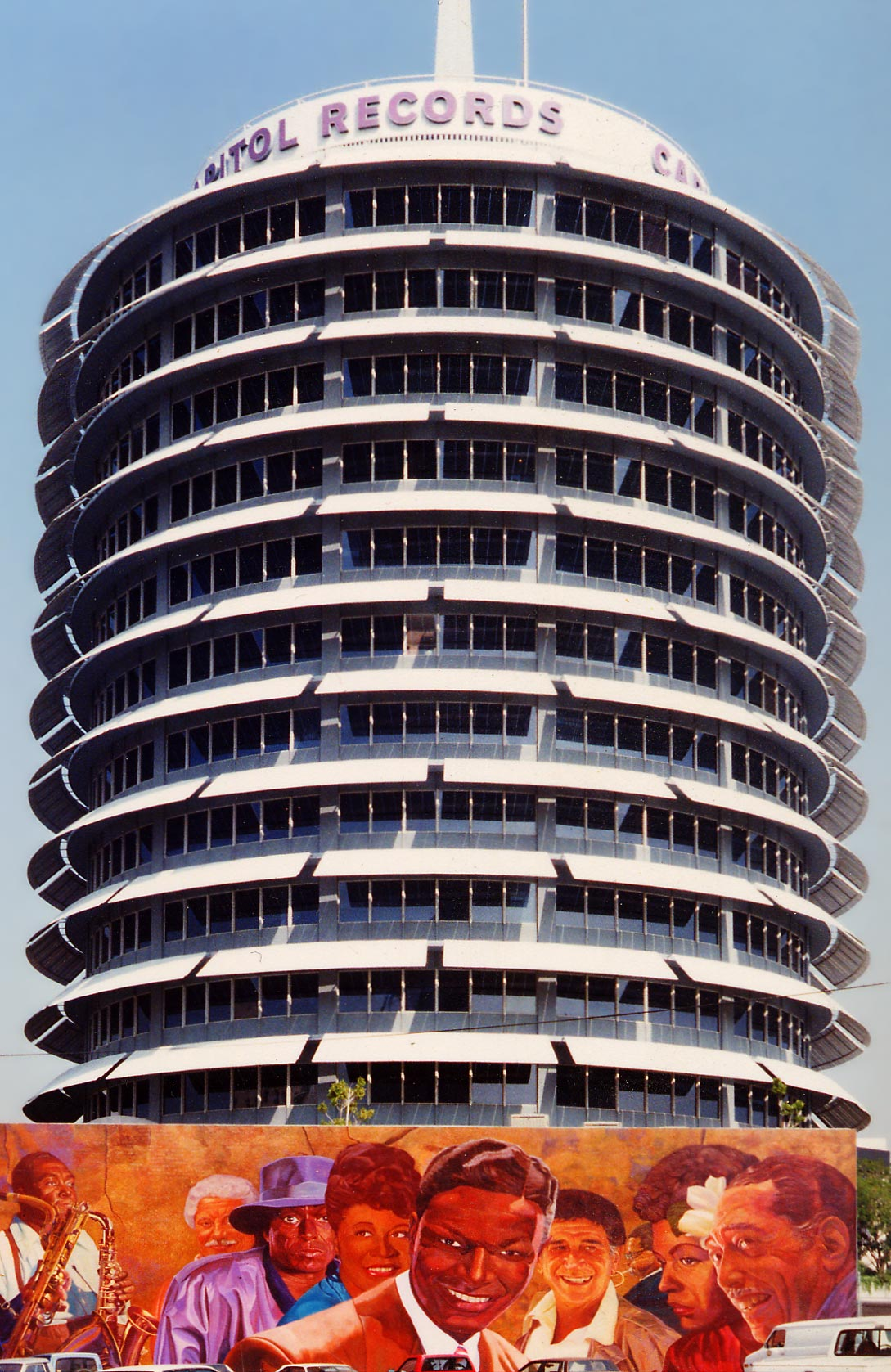
Capitol Records Building
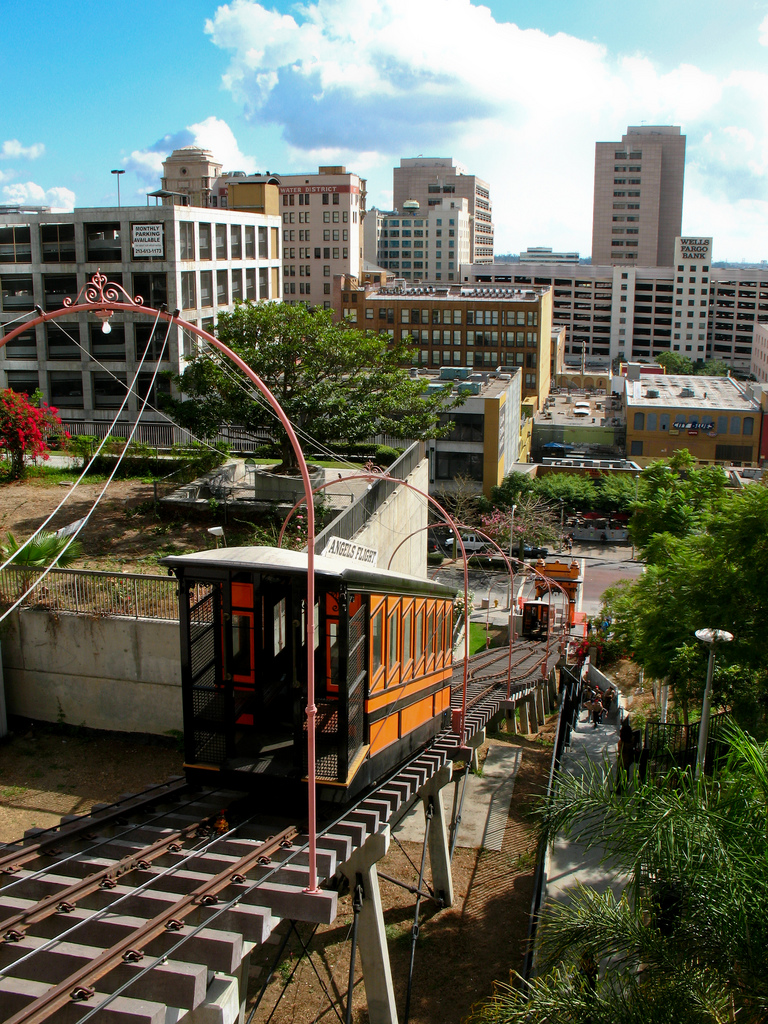
Angels Flight

## Cultură

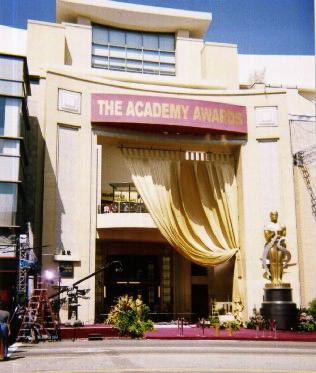
Dolby Theatre, locul decernării premiilor Academy

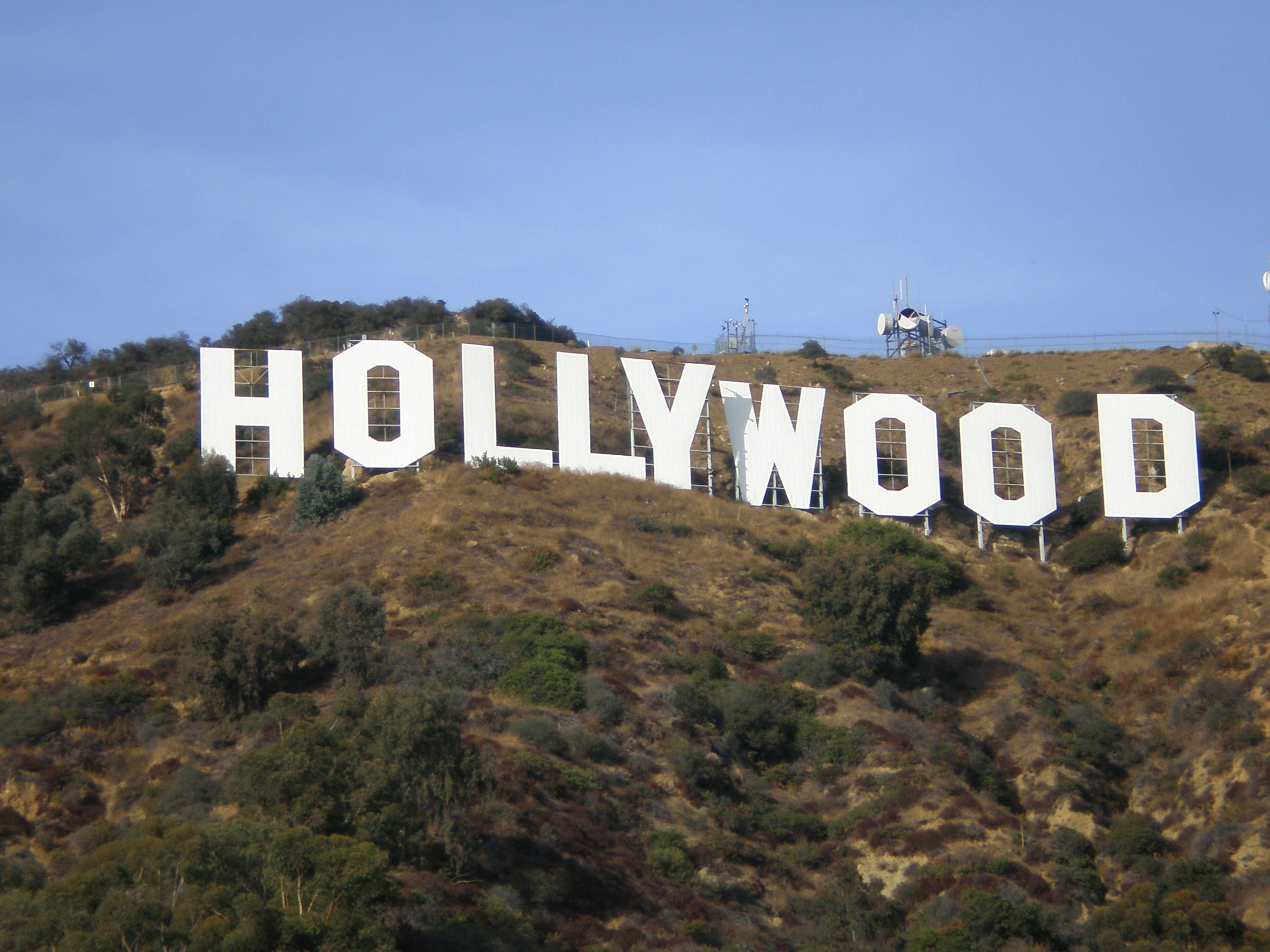
Semnul Hollywood

Los Angeles este de multe ori etichetat ca fiind ”Capitala Creativității din Lume”, datorită faptului că unul din șase locuitori lucrează în industria creației. Potrivit USC Stevens Institute for Innovation, ”sunt mai mulți artiști, scriitori, regizori, actori, dansatori și muzicieni ce locuiesc în Los Angeles decât orice alt oraș, în orice timp în istoria civilizației.”
Los Angeles este casa Hollywoodului, recunoscut în lume ca fiind epicentrul industriei cinematografice. Ca dovadă a acestui fapt, orașul găzduiește în fiecare an Academy Awards, cea mai veche și una dintre cele mai proeminente ceremonii de decernări din lume. Los Angeles este casa USC School of Cinematic Arts, cea mai veche școală de film din Statele Unite.
Artele joacă un rol important în identitatea culturală a Los Angelesului. Potrivit USC Stevens Institute for Innovation, ”sunt mai mult de 1,100 productii cinematografice anuale și 21 de premieri pe săptămână.” Los Angeles Music Center este ”unul dintre cele trei mari centre de artă din SUA,” cu peste 1,3 milioane de vizitatori pe an. Walt Disney Concert Hall, piesă de rezistență a centrului muzical, este gazda prestigioasei Filarmonice Los Angeles. Organizații notabile precum Center Theatre Group, Los Angeles Master Chorale și Los Angeles Opera sunt de asemenea companii ale centrului muzical. Talentul este cultivat local la instituții de prestigiu precum Colburn School și USC Thornton School of Music.

### Muzee și galerii
Sunt 841 de muzee și galerii de artă în Comitatul Los Angeles. Los Angeles are mai multe muzee pe cap de locuitor decât orice alt oraș din lume. Câteva muzee notabile sunt Los Angeles County Museum of Art (cel mai mare muzeu de artă din vestul Statelor Unite), Getty Center (parte a trustului J. Paul Getty Trust, cea mai bogată instituție de artă din lume) și Museum of Contemporary Art. Un număr semnificativ de galerii de artă sunt situate în Gallery Row și zeci de mii de oameni iau parte la lunarul ”Downtown Art Walk”.

### Media

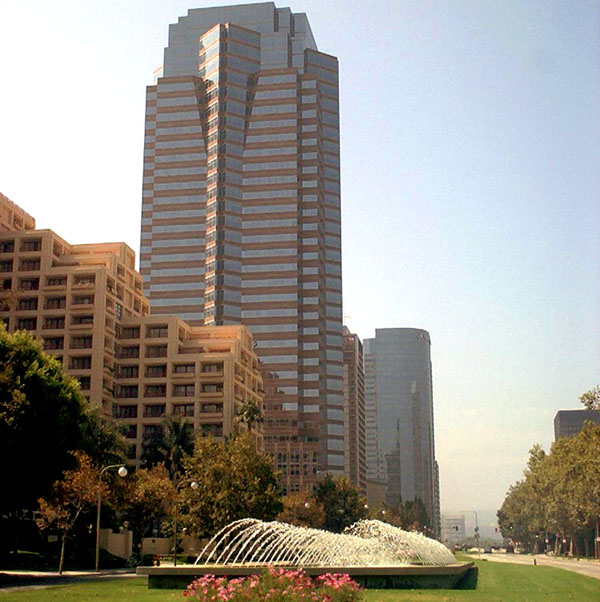
Fox Plaza în Century City, Los Angeles, sediul celor de la 20th Century Fox, este un major district financiar pentru vestul Los Angelesului

Cel mai mare ziar în Engleză zilnic din zonă este Los Angeles Times. La Opinión este cel mai mare ziar zilnic în limba Spaniolă, The Korea Times este cel mai mare ziar zilnic în limba coreeană, iar The Los Angeles Sentinel este cel mai mare ziar zilnic al comunității Afro-Americane, având cei mai mulți cititori de culoare din vestul Statelor Unite. Investor's Business Daily este distribuit din sediul companiei din Los Angeles, ce sunt situate în Playa Del Rey.
De asemenea este un număr mare de ziare regionale mai mici, săptămânale și reviste, inclusiv Daily News (ce se concentrează pe știrile din San Fernando Valley), LA Weekly, Los Angeles CityBeat, L.A. Record (ce se concentrează pe știri din lumea muzicală din zona metropolitană a Los Angelesului) și Los Angeles Downtown News. Pe lângă ziarele majore, numeroase ziare locale servesc comunitățile în limba lor nativă, incluzând Armeană, Engleză, Coreeană, Persiană, Rusă, Chineză, Japoneză, Ebraică și Arabă. Multe orașe adiacente Los Angelesului au de asemenea ziarele lor zilnice, ce acoperă anumite cartiere din Los Angeles. Printre acestea se află The Daily Breeze (acoperind South Bay) și The Long Beach Press-Telegram.
Los Angeles și New York sunt singurele piețe media cărora le-au fost atribuite șapte alocații VHF.

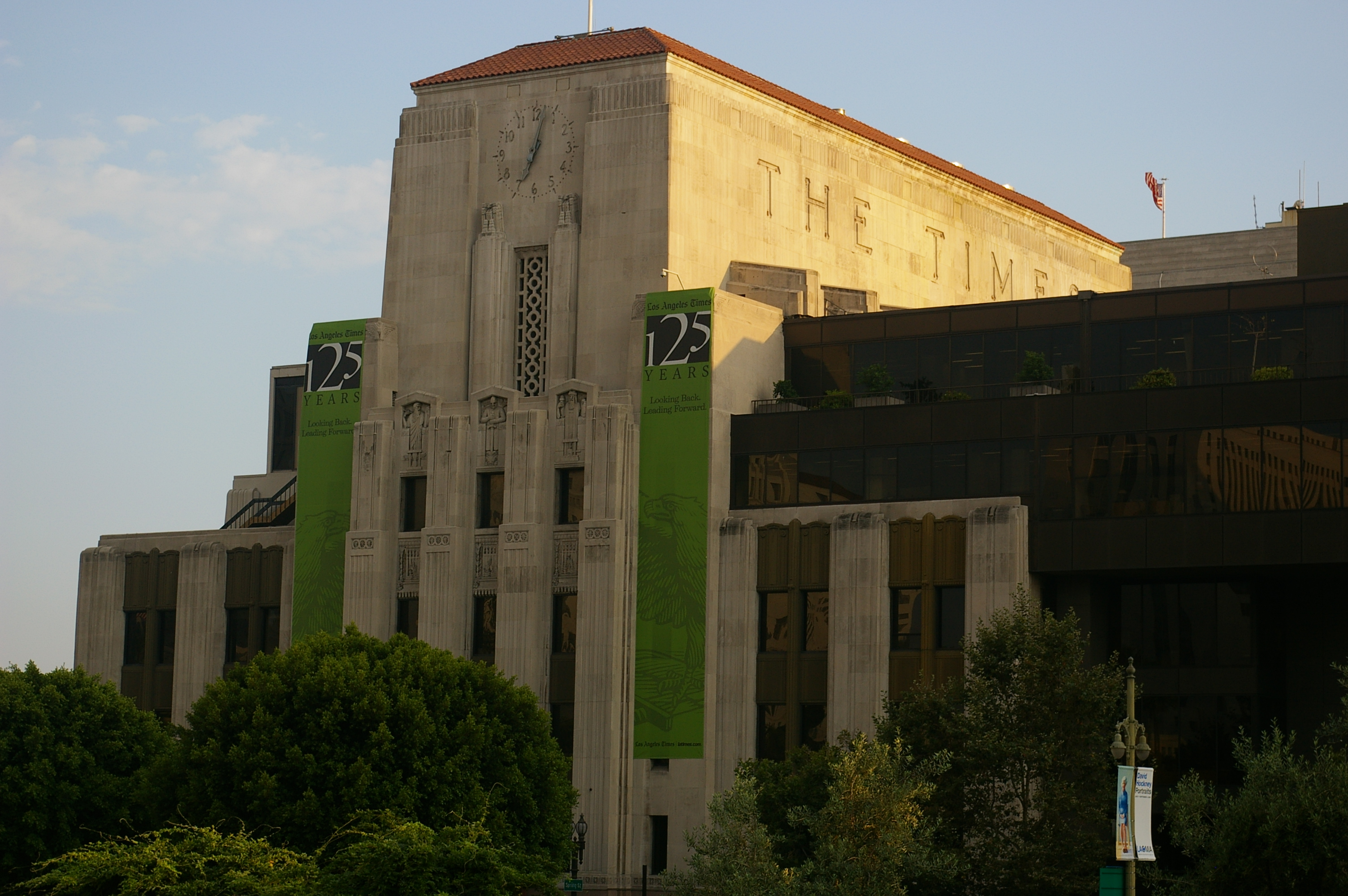
Sediul Los Angeles Times

Orașul are canale de televiziune majore precum și trei stații PBS. World TV activează pe două canale și zona are numeroase canale de televiziune în limba Spaniolă.

### Sporturi

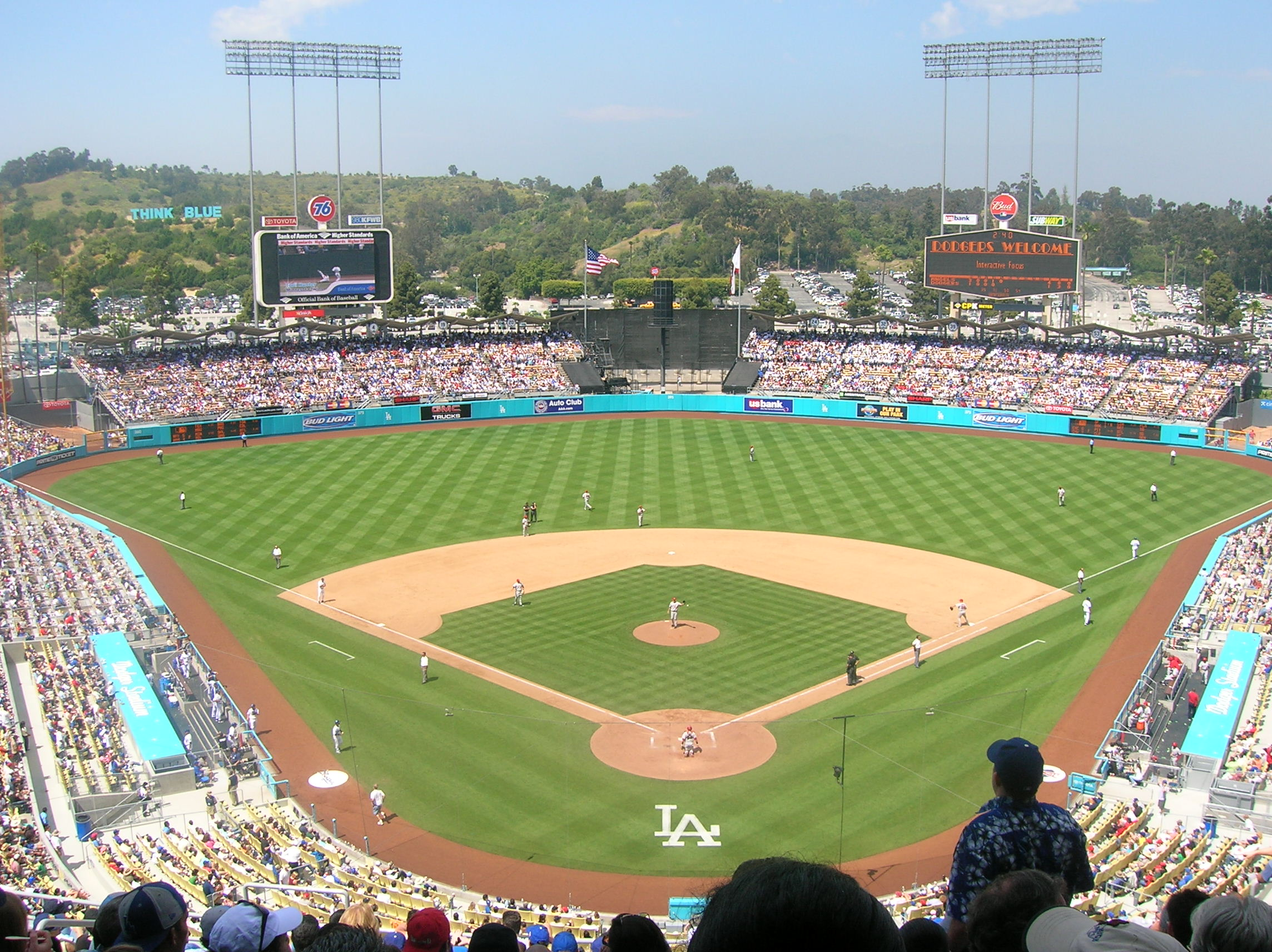
Dodger Stadium este casa celor de la Los Angeles Dodgers

Los Angeles este casa celor de la Los Angeles Dodgers din Major League Baseball, Los Angeles Kings din National Hockey League, Los Angeles Clippers și Los Angeles Lakers din National Basketball Association, Los Angeles D-Fenders, o echipă deținută de cei de la Los Angeles Lakers și Los Angeles Sparks din Women's National Basketball Association. Los Angeles este de asemenea gazda celor de la USC Trojans și UCLA Bruins din NCAA, amândouă fiind echipe din Divizia I în Conferința Pacific-12. Los Angeles Galaxy și Club Deportivo Chivas USA din Major League Soccer sunt bazate în Carson.
Los Angeles este al doilea cel mai mare oraș după piața televiziunii din Statele Unite, dar nu are nicio echipă în NFL. Cea mai apropiată echipă este locată în San Diego și se numește Chargers. La un moment dat Los Angeles avea două echipe în NFL, Rams și Raiders. Amândouă au părăsit orașul în 1995, cei de la Rams mutându-se în St. Louis și cei de la Raiders întorcându-se la locația lor inițială în Oakland. Înainte de 1995, Rams au jucat pe Memorial Coliseum (1946-1979) și Raiders și-au jucat meciurile de acasă pe Memorial Coliseum din 1982 până în 1994.
De atunci, cei de la NFL și patronii unor cluburi din NFL, au încercat să readucă o echipă în oraș. Imediat dupa sezonul 1995 din NFL, patronul celor de la Seattle Seahakws, Ken Behring, a ajuns pâna la împachetarea lucrurilor pentru a pregăti echipa să joace pe Rose Bowl sub un nou nume și o nouă emblemă pentru sezonul 1996. Statul Washington au intentat un proces pentru a preveni mutarea. În 2003, comisarul de pe atunci al NFL, Paul Tagliabue, a declarat ca a crezut ca Los Angeles va avea să își creeze o nouă echipă, a 33-a franciză, după alegerea orașului Houston în ciuda Los Angelesului în runda de expansiune a ligii din 2002. În ciuda acestor eforturi și eșecul de a construi un nou stadion pentru o echipă din NFL, Los Angeles este așteptată să se întoarcă în ligă prin expansiune sau relocalizare. Pe data de 9 august 2011, consiliul din Los Angeles a aprobat planurile construirii stadionului Farmers Field, ce ar putea să devină casa unei echipe din NFL în viitor.
Stadionul se estimează că va fi completat până în 2016.
Los Angeles a fost de două ori gazda Jocurilor Olimpice de Vară, în 1932 și 1984. Când a zecea ediție a Jocurilor Olimpice au fost găzduite în 1932, fosta 10th Street a fost redenumită în Olympic Blvd. Finalele Super Bowl I și VII au fost de asemenea găzduite de oraș, precum și multe dintre meciurile de la Cupa Mondială de Fotbal din 1994 printre care și finala. Los Angeles va găzdui Jocurile Olimpice Speciale Mondiale de Vară din 2015.
Los Angeles de asemenea are numeroase arene, printre care Dodger Stadium, Los Angeles Coliseum, The Forum, Staples Center, un complex sportiv și de entertainment ce de găzduiește de asemenea concerte și gale de decernare a premiilor precum gala Grammy. Staples Center de asemenea este casa celor de la Los Angeles Clippers și Los Angeles Lakers din NBA, Los Angeles Sparks din WNBA și Los Angeles Kings din NHL. A fost de asemenea casa celor de la Los Angeles Avengers din AFL, echipă ce nu a participat la revitalizarea ligii ce era în desfășurare la acea vreme.
Los Angeles Angels of Anaheim din Major League Baseball și Anaheim Ducks din National Hockey League fac parte din piața media a Los Angelesului și sunt bazate în Anaheim în comitatul Orange. Angels au început ca o echipă în expansiune în 1961 și au jucat la Los Angeles Wrigley Field iar apoi la Dodger Stadium după care s-au mutat la Anaheim în 1966. Ducks, care au jucat în Anaheim încă de la înființare în 1993, au fost prima deținuți de Disney și cunoscuți drept the Mighty Ducks of Anaheim, după un popular film Disney. Echipa a adoptat numele actual în 2006, la un an după ce Disney au vândut echipa.

### Religie

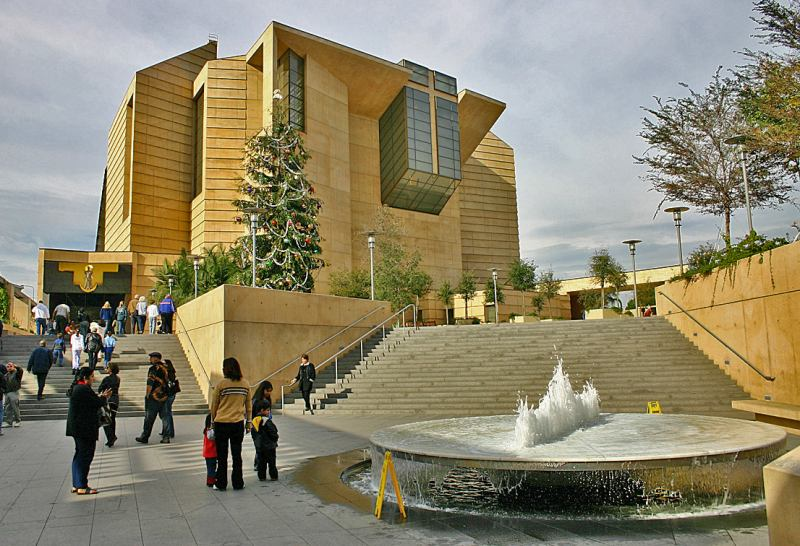
Cathedral of Our Lady of the Angels este catedrala mamă a arhidiecezei Los Angeles

Arhiepiscopul Romano-Catolic al Los Angelesului conduce cea mai mare arhidieceză din țară. Cardinalul Roger Mahony a supravegheat construcția Catedralei Cathedral of Our Lady of the Angels, ce s-a deschis în septembrie 2002 în centrul Los Angelesului. Construcția Catedralei a marcat o perioadă în care comunitatea Latino a fost cea mai mare de religie Catolică. Sunt numeroase biserici Catolice și parohii în Los Angeles.
Cu 621,000 de evrei în zona metropolitană (490,000 în oraș), regiunea are a doua cea mai mare populație de evrei din Statele Unite. Mulți din evreii din Los Angeles locuiesc acum în Westside și în San Fernando Valley, deși Boyle Heights și Nord-Vestul Los Angelesului au avut odată cea mai largă populație de evrei. Multe varietăți de iudaism sunt reprezentate în zonă printre care Reformantă, Conservatoare, Ortodoxă și Reconstrucționistă. Breed Street Shul în estul Los Angelesului, construită în 1923, a fost cea mai mare sinagogă la vest de Chicago în primii ani. (Nu mai este un loc sacru și este transformat în muzeu și centru comunitar.) Kabbalah Centre este de asemenea o prezență în oraș.
Los Angeles are o bogată și influentă tradiție Protestantă. Primul serviciu Protestant al Los Angelesului a fost o întâlnire Metodistă ținută într-o casă privată în 1850 și cea mai veche biserică Protestantă aflată încă în funcțiune a fost construită în 1867. La începutul anilor 1900 Bible Institute Of Los Angeles a publicat documentele ce au stat la baza mișcării Fundamentalismului Creștin iar Azusa Street Revival a lansat Penticostalismul. Aimee Semple McPherson a emis la radio în anii 1920 din Angelus Temple, casa celor de la International Church of the Foursquare Gospel și al lor Life Pacific College. Potter's House Christian Fellowship și Metropolitan Community Church au de asemenea originea în oraș. Primul mare succes al lui Billy Graham a venit în L.A. (în 1949) și miniștrii notabili care au legătură cu orașul sunt Robert P. Shuler, Charles E. Fuller, Gene Scott, Jesse Lee Peterson, și Solomon Burke. Biserici importante în oraș: First Presbyterian Church of Hollywood, Bel Air Presbyterian Church, First African Methodist Episcopal Church of Los Angeles, West Angeles Church of God in Christ, Second Baptist Church, Crenshaw Christian Center, McCarty Memorial Christian Church, și First Congregational Church.
Los Angeles California Temple, al doilea cel mai mare templu administrat de The Church of Jesus Christ of Latter-day Saints, este Santa Monica Boulevard în districtul Westwood din Los Angeles. Dedicat în 1956, a fost primul templu mormon construit în California și a fost cel mai mare din lume când construcția a fost finalizată.
Regiunea Hollywood a Los Angelesului este de asemenea o zonă cu multe biserici și Celebrity Center of Scientology.
Deoarece Los Angeles are o populație multi-etnică mare, o varietate de credințe sunt practicate, incluzând Islam, Budism, Hinduism, Zoroastrianism, Sikhism, Bahá'í, numeroase Biserici Est-Ortodoxe, Sufism și altele. Imigranții din Asia spre exemplu, au format un număr semnificativ de congregație Budistă făcând orașul casa celei mai numeroase varietăți de Budism din lume.

## Economie

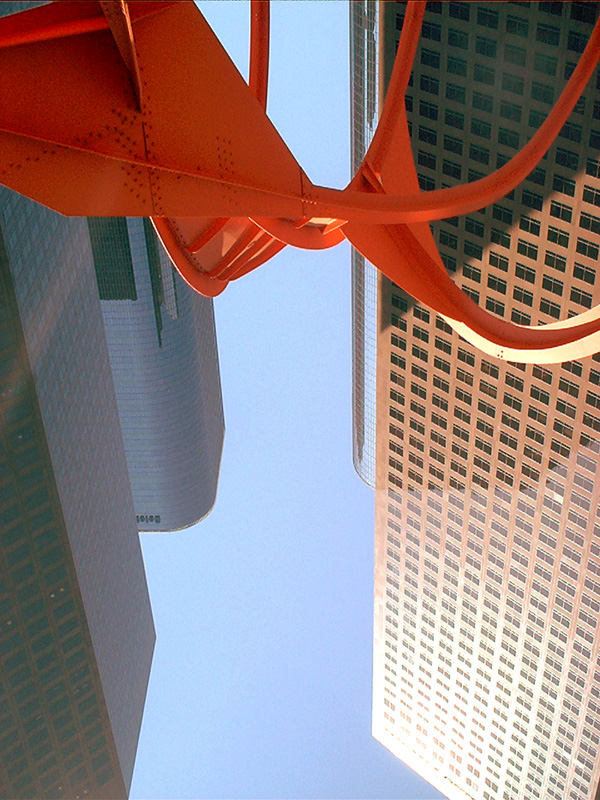
Companii precum US Bancorp, Ernst & Young Aon Corporation, Manulife Financial, City National Bank, Wells Fargo, Bank of America, Deloitte, KPMG și Union Bank of California au sediile în districtul financiar.

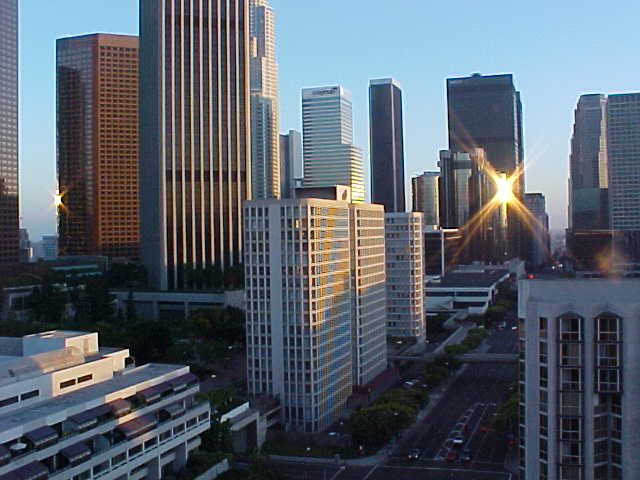
Districtul financiar în centrul Los Angelesului.

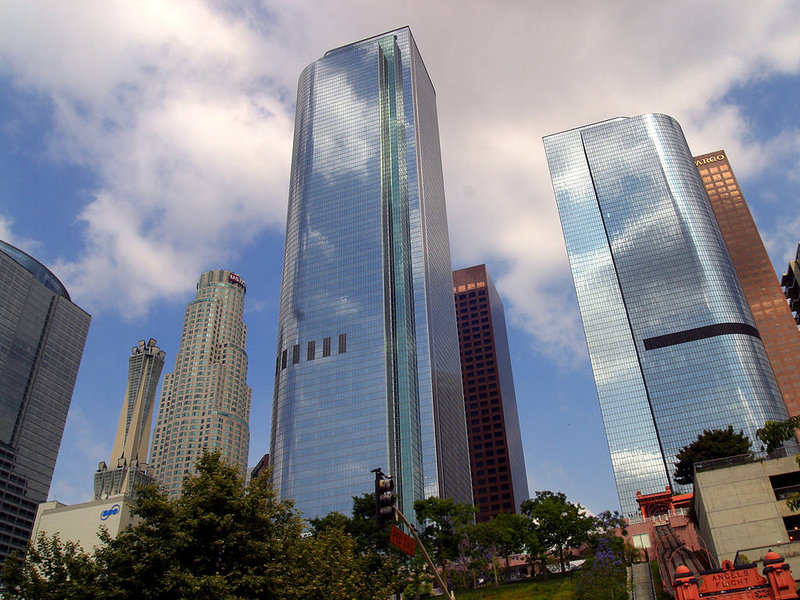
Angels Flight în prim plan și câțiva zgârie nori în Bunker Hill, Los Angeles.

Economia Los Angelesului este condusă de comerțul internațional, entertainment (televiziune, cinematografie, jocuri video, muzică), aeronautică, tehnologie, petroleum, modă și turism. Los Angeles este de asemenea cel mai mare centru de producție din vestul Statelor Unite. Porturile învecinate ale Los Angelesului și cel din Long Beach formează împreună al cincilea cel mai aglomerat port din lume și cel mai semnificativ port din emisfera vestică și este vital comerțului din 
partea Pacificului. Alte industrii semnificative includ producția media, finanțe, telecomunicații, avocatură, medicină și transporturi.
Zona metropolitană statistică Los Angeles-Long Beach-Santa Ana are un produs metropolitan de 735.7 miliarde de dolari (2010), fiind astfel al treilea cel mai mare centru economic din lume, după zona metropolitană Tokyo și New York-Newark-Bridgeport CSA. Dacă ar fi considerată o țară, această zonă ar fi a 15-a cea mai mare economie a lumii după produsul intern brut. Los Angeles a fost clasificat ca fiind un oraș mondial ”Alpha” potrivit unui studiu din 2010 făcut de o echipă de cercetare de la Universitatea Loughborough din Anglia.
Orașul este gazda a șase companii din Fortune 500. Ele sunt compania energetică Occidental Petroleum, furnizorul de servicii medicale Health Net, distribuitorul de metale Reliance Steel & Aluminum, firma de inginerie AECOM, grupul de imobiliare CBRE Group și constructorul Tutor Perini.
Printre companiile ce iși au sediul în Los Angeles se numără California Pizza Kitchen, Capital Group, Capstone Turbine, The Cheesecake Factory, Cathay Bank, City National Bank, The Coffee Bean & Tea Leaf, DeviantArt, Far East National Bank, Farmers Insurance Group, Fox Entertainment Group, Gibson, Dunn & Crutcher, Guess?, Hanmi Bank, Herbalife, J2 Global Communications, The Jim Henson Company, KB Home, Korn/Ferry, Latham & Watkins, Mercury Insurance Group, Oaktree Capital Management, O’Melveny & Myers, Pabst Brewing Company, Paul, Hastings, Janofsky & Walker, Premier America, Premiere Radio Networks, Rentech, Sunkist, The TCW Group, Tokyopop, Triton Media Group, United Online, și VCA Antech.
Zona metropolitană găzduiește multe companii ce și-au mutat sediile din orașul Los Angeles pentru a scăpa de taxele mari și criminalitatea ridicată, păstrându-și avantajul de a rămâne în zonă. Spre exemplu, Los Angeles aplică o taxă brută din încasări pe baza unui procent din venitul de afaceri, în timp ce multe orașe vecine aplică numai o taxă fixă de o valoare neglijabilă.
University of Southern California (USC) este cel mai mare angajator privat al orașului și contribuie cu 4 miliarde de dolari la bugetul local pe an.
Potrivit raportului financiar al orașului din 2010, cei mai mari zece angajatori din oraș în 2009 sunt în ordine descendentă, orașul Los Angeles, Comitatul Los Angeles, University of California, Los Angeles, University of Southern California, Cedars-Sinai Medical Center, Kaiser Permanente, Fox Entertainment Group, Farmers Insurance Group, TeamOne și Northrop Grumman.

## Educație

### Colegii și universități

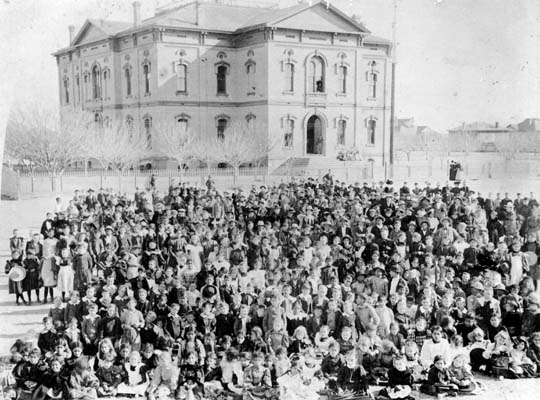
A doua ramură a școlii California State Normal School în centrul Los Angelesului și-a deschis porțile în 1882.

Sunt trei universități publice localizate în interiorul orașului: California State University, Los Angeles (CSULA), California State University, Northridge (CSUN) și University of California, Los Angeles (UCLA).
Printre colegiile private din oraș se numără American Film Institute Conservatory, Alliant International University, Syracuse University (Los Angeles Campus), American InterContinental University, American Jewish University, The American Musical and Dramatic Academy – Los Angeles campus, Antioch University's Los Angeles campus, Biola University, Charles R. Drew University of Medicine and Science, Fashion Institute of Design & Merchandising's Los Angeles campus (FIDM), Los Angeles Film School, Loyola Marymount University (LMU este de asemenea parte a universității Loyola Law School din Los Angeles), Marymount College, Mount St. Mary's College, National University of California, Occidental College ("Oxy"), Otis College of Art and Design (Otis), Southern California Institute of Architecture (SCI-Arc), Southwestern Law School, și University of Southern California (USC).
Sistemul colegial comunitar consistă din nouă campusuri administrate de angajații districtului Los Angeles Community College: East Los Angeles College (ELAC), Los Angeles City College (LACC), Los Angeles Harbor College, Los Angeles Mission College, Los Angeles Pierce College, Los Angeles Valley College (LAVC), Los Angeles Southwest College, Los Angeles Trade-Technical College și West Los Angeles College.

### Școli și biblioteci

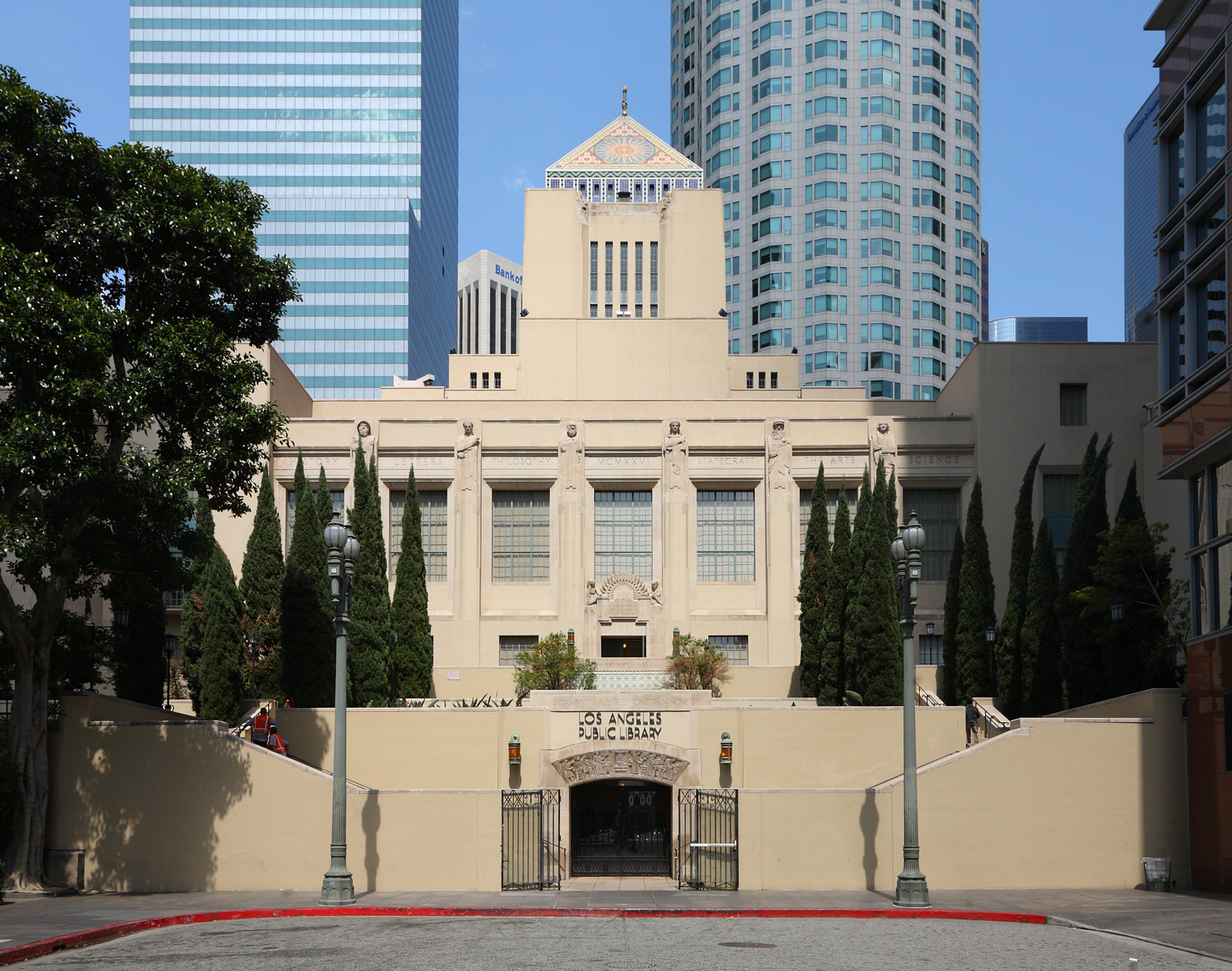
Biblioteca Publică Los Angeles situată în centrul orașului.

Districtul Los Angeles Unified School deservește aproape tot orașul Los Angeles, precum și numeroase comunități învecinate, cu o populație de studenți de aproximativ 800,000. Dupa ce Propunerea 13 a fost aprobată în 1978, districtele școlare urbane au avut probleme considerabile cu finanțarea. LAUSD a devenit bine cunoscută pentru finanțarea slabă, suprapopulate și slab întreținute campusuri, deși cele 162 școli Magnet o ajută sa concureze cu școlile private locale. Multe secțiuni mici din Los Angeles sunt în Las Virgenes Unified School District. Los Angeles County Office of Education administreaza Los Angeles Country High School for the Arts. Sistemul Los Angeles Public Library administrează 72 de biblioteci publice din oraș. Enclavele zonelor neincorporate sunt deservite de ramuri ale County of Los Angeles Public Library, multe dintre care sunt la o distanță mică pentru rezidenți.

## Transporturi

### Autostrăzi
Orașul și restul zonei metropolitane Los Angeles sunt deservite de o rețea extinsă de autostrăzi. Texas Transportation Institute, ce publică anual un raport de mobilitate urbană, a clasat traficul din Los Angeles ca fiind cel mai aglomerat din Statele Unite în 2005 raportat la întarzierea anuală pe călător. Călătorul mediu în Los Angeles are parte de 72 de ore de blocaj în trafic pe an conform aceluiaș studiu. Los Angeles a fost urmat de San Francisco/Oakland, Washington, D.C. și Atlanta, (fiecare cu 60 de ore de blocaj). În ciuda aglomerației din oraș, media fiecărui navetist din Los Angeles este mai mică decât cea a celor din alte orașe mari, precum New York City, Philadelphia și Chicago. Media celor care fac naveta la muncă în Los Angeles în 2006 a fost de 29.2 minute, similară cu cea a celor din San Francisco și Washington, D.C.
Printre autostrăzile majore ce leagă Los Angeles de restul națiunii se află Interstate 5, ce se trece spre sud prin San Diego spre Tijuana în Mexic și la nord prin Sacramento, Portland și Seattle până la granița cu Canada. Interstate 10, cea mai sudica, est-vest, coastă spre coastă autostrada Interstate din Statele Unite, se desfășoară spre Jacksonville, Florida iar U.S. Route 101, ce merge spre California Central Coast, San Francisco, Redwood Empire și coastele Oregon și Washington.

### Sisteme de tranzit

Harta curentă a sistemului de metrou a Comitatului Los Angeles ce arată liniile existente.

Los Angeles County Metropolitan Transportation Authority și alte agenții administrează o rețea extinsă de autobuze, precum și linii de metrou pe teritoriul Comitatului Los Angeles, cu un număr combinat de 38,8 milioane de călători lunar așa cum figura în septembrie 2011. Majoritatea acestora (30,5 milioane) călătoresc cu autobuzul, a doua cea mai aglomerată rețea din țară. Liniile de metrou au o medie combinată de 8,2 milioane de călători pe lună. În 2005, 10,2% din navetiștii din Los Angeles au folosit o formă de transport public.
Rețeaua de metrou a orașului este a noua cea mai aglomerată din Statele Unite iar rețeaua de tramvai este a doua cea mai aglomerată din țară. Sistemul orașului include linii de metrou Roșii și Violet, precum și linii de tramvai Aurii, Albastre, Expo și Verzi. Liniile de Orange și Argintii sunt cele mai rapide linii de tranzit cu stopuri frecvente similare celor ale tramvaielor. Orașul este de asemenea central sistemului de navetiști Metrolink, ce leagă Los Angeles de toate comitatele vecine precum și multe suburbii.
Pe lângă serviciul de cale ferată administrat de Metrolink și Los Angeles County Metropolitan Transportation Authority, Los Angeles este deservit de trenuri de la Amtrak. Principala gară a orașului este Union Station situată la nord de centru.

### Aeroporturi

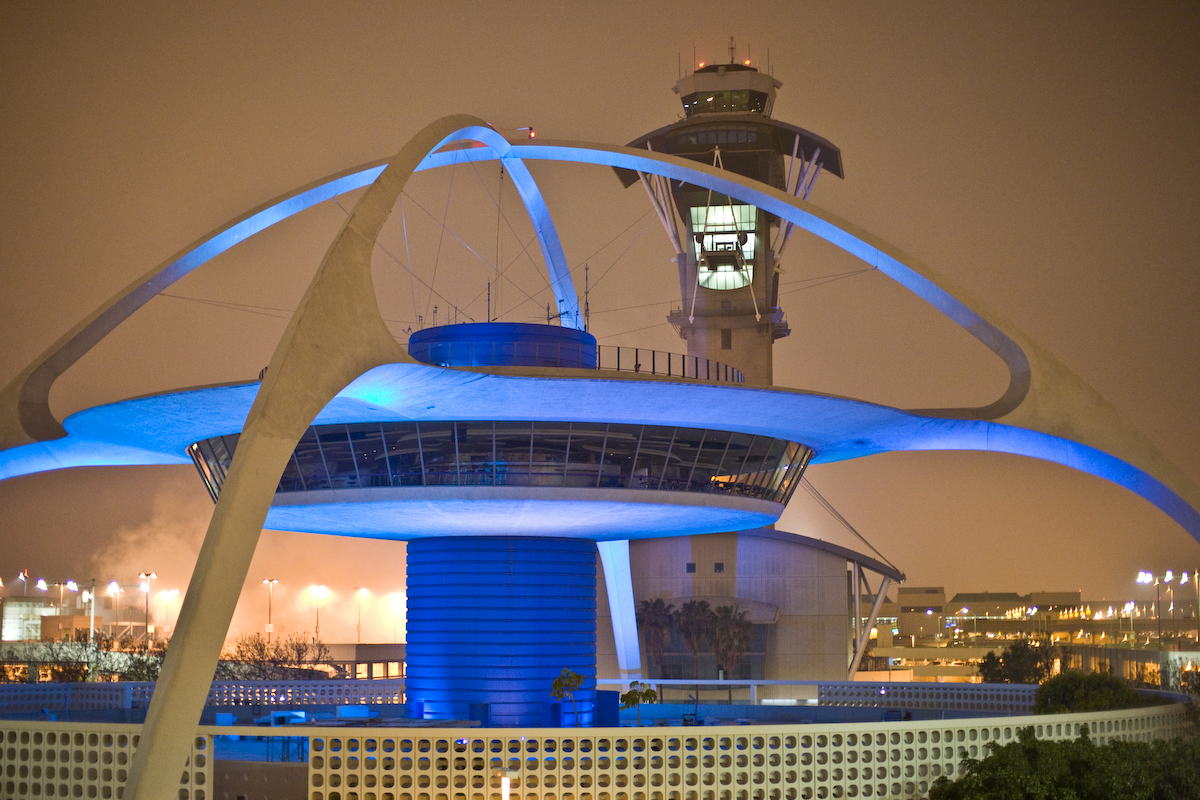
Theme Building la LAX

Aeroportul principal în Los Angeles este Los Angeles International Airport (LAX). Este al șaselea cel mai aglomerat aeroport comercial din lume și al treilea cel mai aglomerat din Statele Unite. LAX a primit peste 61 de milioane de pasageri și 2 milioane de tone de încărcătură în 2006. LAX servește drept stație pentru United Airlines.
Alte aeroporturi majore:
```
 LA/Ontario International Airport, deținut de orașul Los Angeles. Deservește Inland Empire.
 Bob Hope Airport, cunoscut înainte drept Burbank Airport. Deservește San Fernando Valley și San Gabriel Valley.
 Long Beach Airport, deservește zona Long Beach/Harbor.
 John Wayne Airport of Orange County
```

Unul dintre cele mai aglomerate aeroporturi din lume este de asemenea localizat în Los Angeles, Van Nuys Airport (VNY).

### Porturi

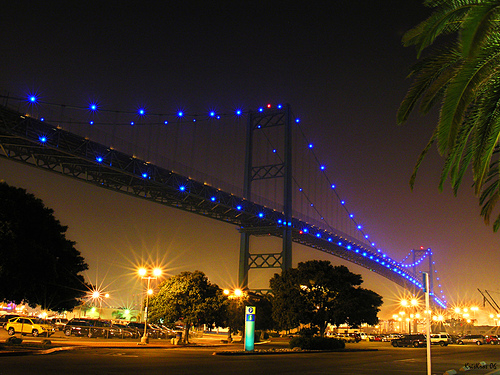
Vedere a podului Vincent Thomas ce atinge Terminal Island.

Port of Los Angeles este localizat în Golful San Pedro în cartierul San Pedro, la aproximativ 32 km sud de centru. Cunoscut și sub numele de Los Angeles Harbor și WORLDPORT LA, complexul ocupă 30 km2 de pământ și apă pe o suprafață de 69 km lângă apă. Se unește cu Port of Long Beach.
Porturile Port of Los Angeles și Port of Long Beach formează împreună Los Angeles/Long Beach Harbor. Împreună sunt pe locul cinci în topul celor mai aglomerate porturi din lume, cu un comerț de peste 14,2 milioane TEU în 2008. Port of Los Angeles este cel mai aglomerat port de containere din Statele Unite și cel mai mare port pentru vase de croazieră de pe Coasta de Vest a Statelor Unite - Port of Los Angeles' World Cruise Center a deservit aproximativ 800,000 de pasageri în 2009.
De asemenea mai sunt și porturi mai mici, non-industriale pe coasta Los Angelesului. Portul include patru poduri: Vincent Thomas Bridge, Henry Ford Bridge, Gerald Desmond Bridge, și Commodore Schuyler F. Heim Bridge. Feribotul pentru pasageri din San Pedro până în orașul Avalon pe insula Santa Catalina este furnizat de Catalina Express.

## Demografie

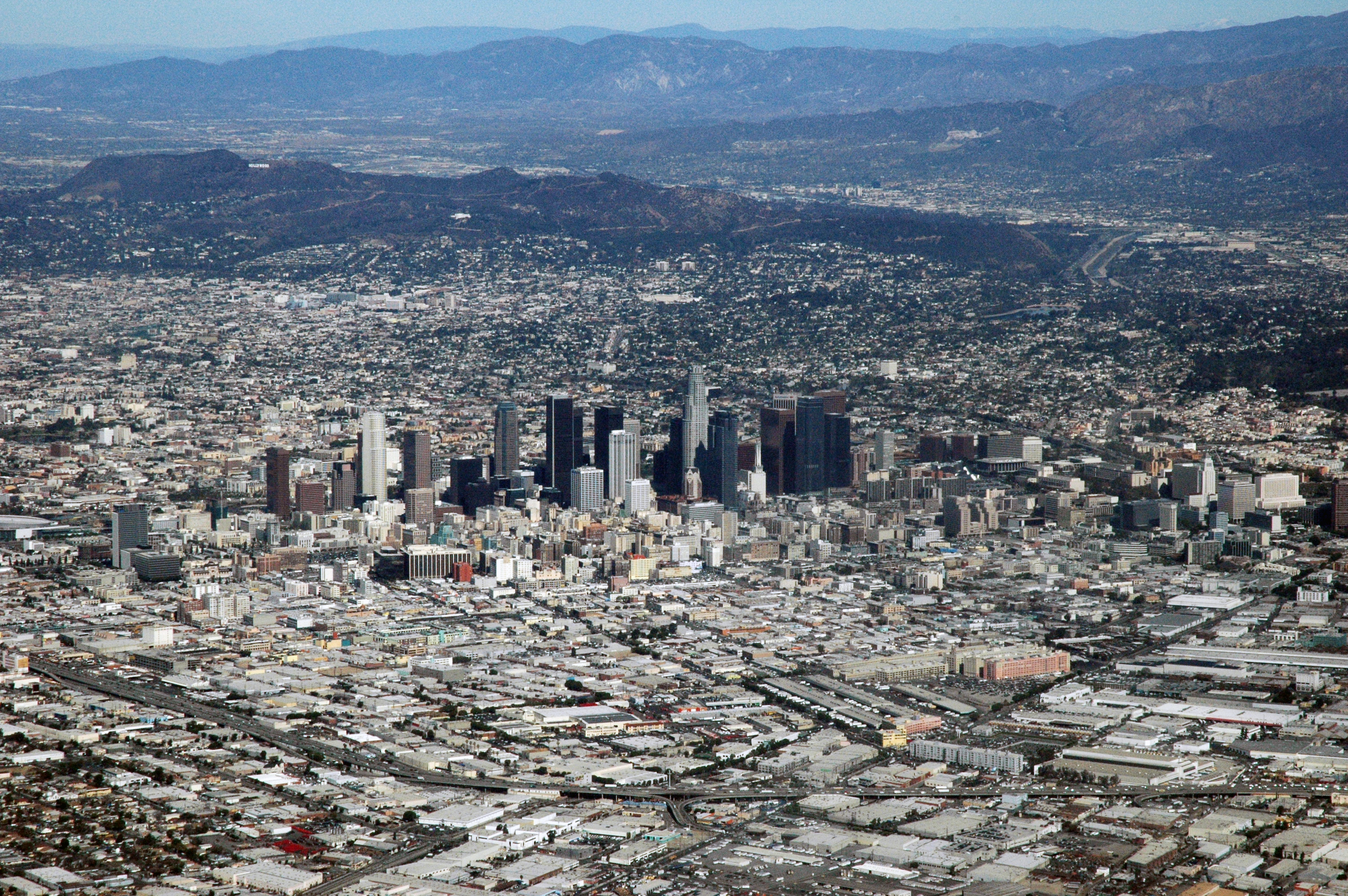
Vedere a centrului orașului Los Angeles din aer.

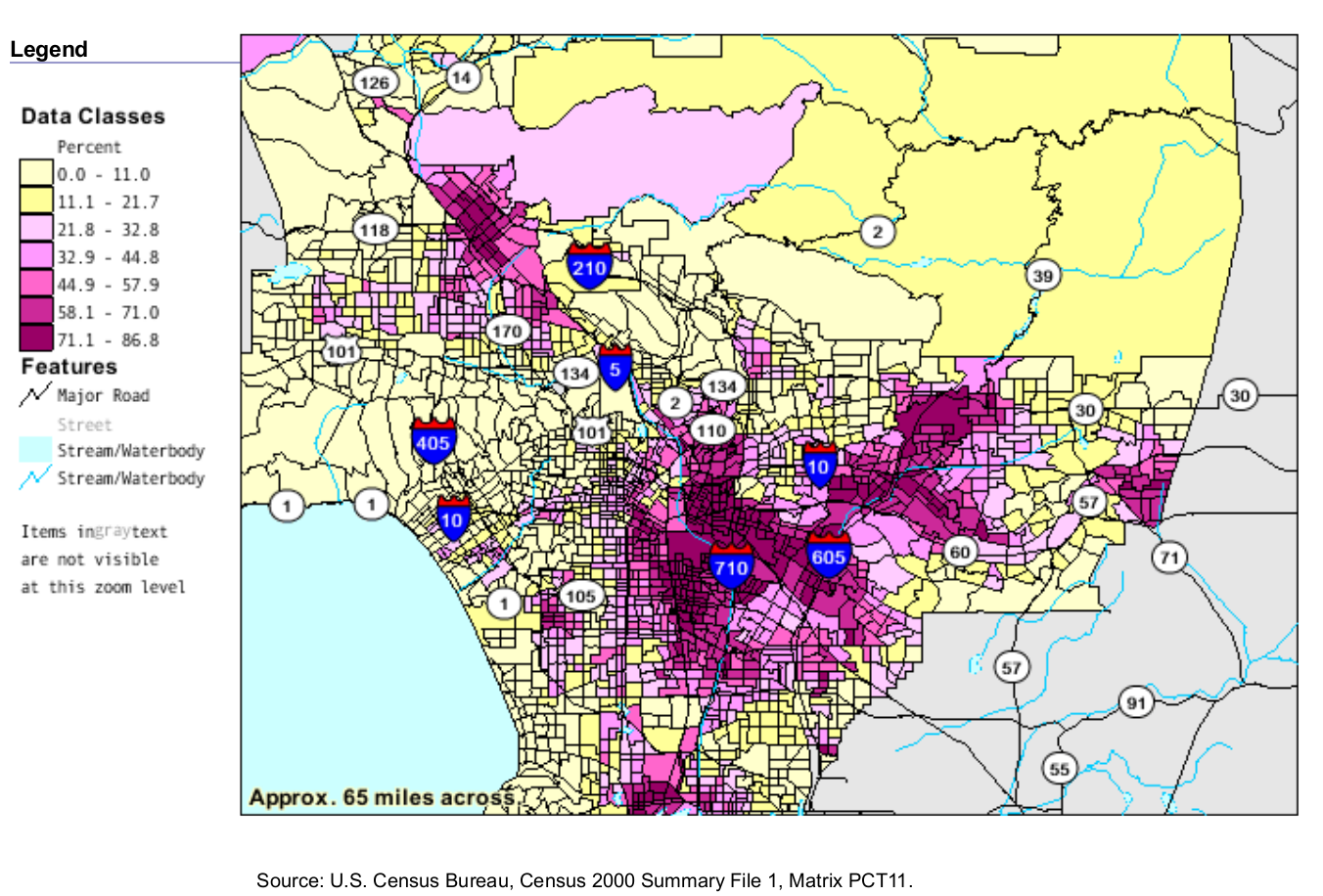
Harta Comitatului Los Angeles ce arată procentajul populației identificată ca fiind ”Mexicană” potrivit recensământului. Cea mai mare concentrație se află în estul Los Angelesului, Echo Lake/Silver Lake, South Central, San Fernando și San Pedro/Wilmington.

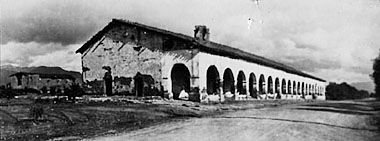
San Fernando Rey de España, circa 1910

Potrivit recensământului din 2010 din Statele Unite, Los Angeles avea o populație de 3,792,621 de locuitori. Densitatea populației era de 2,913.0/km2. Recensământul a raportat că 3,708,020 (97,8%) de oameni locuiau în locuințe, 58,186 (1,5%) locuiau în grupuri non-instituționalizate și 26,415 (0,7%) erau instituționalizați.
Vârsta populației: 874,525 oameni (23,1%) sub 18 ani, 434,478 oameni (11,5%) între 18 și 24 de ani, 1,209,367 oameni (31,9%) între 25 și 44 de ani, 877,555 oameni (23,1%) între 45 și 64 și 396,696 oameni (10,5%) aveau peste 65 de ani. Media vârstei era de 34,1 ani. La fiecare 100 de femei era o medie de 99,2 bărbați. La fiecare 100 de femei de peste 18 ani, erau 97,6 de bărbați.
Erau 1,413,995 de locuințe - număr mai mare față de 1,298,350 între 2005-2009 - la o medie de densitate de 1,086.0/km2) locuințe, dintre care 503,863 (38.2%) erau deținute de locuitori și 814,305 (61,8%) erau ocupate de chiriași. Rata vacantă de deținători era de 2,1%. Rata vacantă de chirie era 6,1%. 1,535,444 oameni (40,5% din populație) trăiau în locuințe cumpărate iar 2,172,576 oameni (57,3%) trăiau în locuințe închiriate.

### Rasă și etnicitate
Los Angeles este gazdă oamenilor din peste 140 de țări ce vorbesc 224 de limbi diferite. Enclave etnice precum Chinatown, Historic Filipinotown, Koreatown, Little Armenia, Little Ethiopia, Tehrangeles, Little Tokyo, și Thai Town sunt exemple de caracter poliglot în Los Angeles.
Potrivit recensământului din 2010, diversitatea rasială din Los Angeles era alcătuită după cum urmează: 1,888,158 Albi (49,8), 365,118 Afro-Americani (9,6%), 28,215 Nativi Americani (0,7%), 426,959 Asiatici (11,3%), 5,577 Oceanici (0,1%), 902,959 din altă rasă (23,8%) și 175,635 (4,6%) din două sau mai multe rase. Hispanicii sau Latino de orice rasă erau 1,838,822 (48,5%).
Albii non-hispanici erau 28,7% din populație în 2010, comparat cu 86,3% în 1940. Mexicanii formau cea mai mare entitate etnică a Latinilor cu 31,9% din populația Los Angelesului, urmați de Salvadorieni (6,0%) și Guatemalieni (3,6%). Populația Latino este răspândită în oraș și în zona metropolitană dar este concentrată în special în estul Los Angelesului, unde se află o comunitate de Mexicano-Americani și Central Americani stabilită de multă vreme.
Cel mai mare grup de Asiatici este cel al Filipinezilor (3,2%) și Coreeni (2,9%), ce și-au stabilit propriile lor enclave etnice - Koreatown în Wilshire Center și Historic Filipinotown. Chinezii, ce formau 1,8% din populația Los Angelesului, locuiau în special în afara orașului și în San Gabriel Valley în estul Comitatului Los Angeles, dar au o prezență notabilă și în oraș, în special în Chinatown. Chinatown și Thaitown găzduiesc de asemenea mulți Thai și Cambodgieni, ce alcătuiau 0,3% și 0,1% din populația Los Angelesului. Japonezii formau 0,9% din populația Los Angelesului și și-au stabilit cartierul Little Tokyo în centrul orașului iar o altă comunitate de Japonezi Americani semnificantă este localizată în districtul Sawtelle în vestul orașului Los Angeles. Vietnamezii formau 0,5% din populația Los Angelesului. Indienii formau 0,9% din populația orașului.
Orașul Los Angeles și zona sa metropolitană găzduiesc și multe persoane din Orientul Mijlociu precum Armenieni și Iranieni, ce locuiesc parțial în enclave precum Little Armenia și Tehrangeles.
Afro-Americanii au cea mai mare concetrație în sudul Los Angelesului, inclusiv în cartiere industriale precum Crenshaw și Watts. În 1970, biroul de recensământ a raportat populația orașului ca fiind 17,9% de culoare, 61,1% albi non-hispanici și 17,1% hispanici. Începând cu anii 1980, a fost un influx mare de imigrație din Mexic și America Centrală ce au depășit ca număr persoanele de culoare din sudul Los Angelesului. Sudul Los Angelesului, precum și comunitățile vecine precum orașul Compton care erau odată comunități predominant de culoare se transformă în comunități Hispanice.
Oceanicii formau 0,1% din populația Los Angelesului și erau stabiliți în sud-vestul Comitatului Los Angeles, în Long Beach și Carson, ce găzduiesc mii de Samoani Americani.

### Oameni notabili
Cateva persoane notabile din Los Angeles: Cântăreața și dansatoarea Paula Abdul, actorii Jeniffer Aniston, Laura Dern, Harrison Ford și Gwyneth Paltrow și fostul membru al trupei One Direction, Zayn Malik.
Printre personalitățile născute aici, se pot enumera:
- Earl Warren (1891 - 1974), avocat, om de stat;
- John Cage (1912 - 1992), compozitor, filozof al muzicii;
- Willis Lamb (1913 - 2008), fizician, Premiul Nobel pentru Fizică;
- Clifford Truesdell (1919 - 2000), om de știință;
- Robert Butler (n. 1927), regizor;
- John Drew Barrymore (1932 - 2004), actor;
- Barry Coe (1934 - 2019), actor;
- Virginia Trimble (n. 1943), astrofizician;
- John Paul DeJoria (n. 1944), antreprenor;
- Cher (n. 1946), cântăreață;
- Marc Okrand (n. 1948), lingvist;
- Jeff Bridges (n. 1949), actor;
- Charles Band (n. 1951), producător de film, regizor;
- Francesca Lia Block (n. 1962), scriitoare;
- Laura Dern (n. 1967), actriță;
- Clifton Collins Jr. (n. 1970), actor;
- Gwyneth Paltrow (n. 1972), actriță;
- Oscar De La Hoya (n. 1973), boxer;
- Frank Rubio (n. 1975), astronaut NASA;
- Allyson Felix (n. 1985), atletă;
- Katie Cassidy (n. 1986), actriță;
- Christen Press (n. 1988), fotbalistă;
- James Harden (n. 1989), baschetbalist.

## Guvernământ
Los Angeles este un oraș charter, opus orașului general. Guvernul ales este format din Consiliul orașului Los Angeles și primarul Los Angelesului ce administrează sub forma guvernului primar-consiliu, precm și avocatul orașului (a nu se confunda cu avocatul districtului, un ofițer al comitatului) și un controlor. Primarul actual este Antonio Villaraigosa. Sunt 15 consilii de district în oraș.
Orașul are multe departamente și ofițeri aleși, inclusiv Los Angeles Police Department (LAPD), Los Angeles Board of Police Commissioners, Los Angeles Fire Department (LAFD), Housing Authority of the City of Los Angeles (HACLA), Los Angeles Department of Transportation (LADOT) și Los Angeles Public Library (LAPL).
Charterul orașului Los Angeles, ales de votanți în 1999 a format un sistem de consilii de sfătuire a cartierelor ce vor reprezenta diversitatea deținătătorilor, definiți ca fiind cei ce trăiesc, muncesc sau dețin o proprietate în cartier. Consiliul cartierelor este relativ autonom și spontan în modalitatea în care își stabilesc propriile granițe, legi și își aleg proprii ofițeri. În prezent sunt aproximativ 90 de consilii ale cartierelor.
Rezidenții Los Angelesului aleg supervizorii pentru primul, al doilea, al treilea și al patrulea district supervizorial. De asemenea aleg al 45-lea, 46-lea, 50-lea, 51-lea, 52-lea, 54-lea, 59-lea, 64-lea și 70-lea district State Assemblymen, al 18-lea, 27-lea, 30-lea și 35-lea senator de district și al 28-lea, 29-lea, 30-lea, 33-lea, 37-lea și 44-lea reprezentativ al districtului Statelor Unite.

### Probleme de mediu

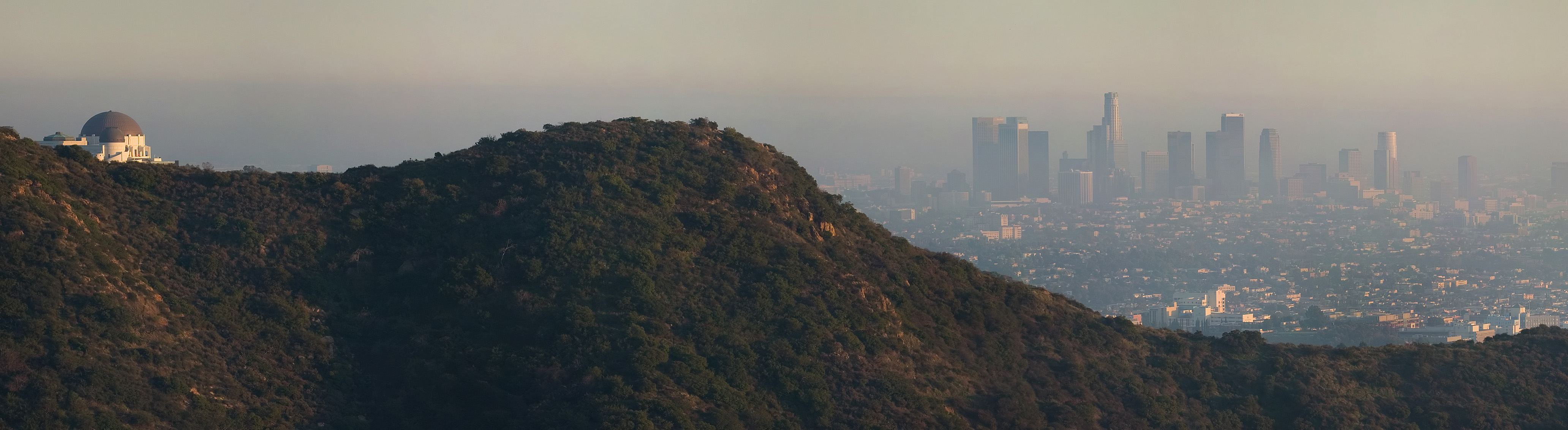
Vedere asupra Los Angelesului acoperit de fum și ceață

Un așezământ Gabrielino din zonă a fost numit iyáangẚ (scris Yang-na de către Spanioli), ce se traduce prin ”locul otravit de stejar”. Yang-na a fost de asemenea tradus ca fiind ”valea fumului”. Datorită poziționării, bazării masive pe automobile și complexurilor portuare Los Angeles/Long Beach, Los Angeles suferă de poluare a aerului sub forma de ceață și fum. Bazinul Los Angeles și San Fernando Valley sunt susceptibile inversiunii atmosferice, ce presupune degajăriile de la mașini, avioane, locomotive, vase, manufactură și alte surse.
Sezonul de ceață și fum durează din mai până în octombrie. În ciuda altor orașe care se bazează pe ploaie pentru a curăța ceața și fumul, Los Angeles primește numai 380 mm de ploaie pe an: poluarea se acumulează pe durata mai multor zile consecutive. Datorită problemelor cu calitatea aerului Los Angeles și a altor orașe mari a condus la pasajul național pentru legislația mediului, inclusiv actul Clean Air. Mai recent, statul California a indicat națiunii să lucreze la limitarea poluării prin conducerea de vehicule cu emisii scăzute. Ceața și fumul sunt așteptate să scadă în anii următori datorită pașilor agresivi luați pentru reducerea acestora, ce includ mașini electrice și hibride, îmbunătățiri în tranzitul în masă și altele.
Numărul alertelor de ceață și fum de gradul 1 în Los Angeles s-a depreciat de la peste 100 pe an în anii 1970 pană la aproape zero în noul mileniu. În pofida îmbunătățirii, rapoartele anuale din 2006 și 2007 ale Asociației Americane a Plămânului a poziționat orașul ca fiind cel mai poluat din țară datorită poluării cu particule pe termen scurt și pe toată durata anului. În 2008, orașul a fost poziționat pe locul doi în clasamentul celor mai poluate orașe și din nou cu cea mai mare rată de poluare pe toată durata anului. Orașul și-a îndeplinit obiectivul de a atinge 20% din putere din surse regenerabile în 2010.
Asociația Americană a Plămânului în 2013 situează zona metropolitană ca având cea mai mare concentrație de ceață și fum din țară pe termen scurt și pe toată durata anului.

### Criminalitate

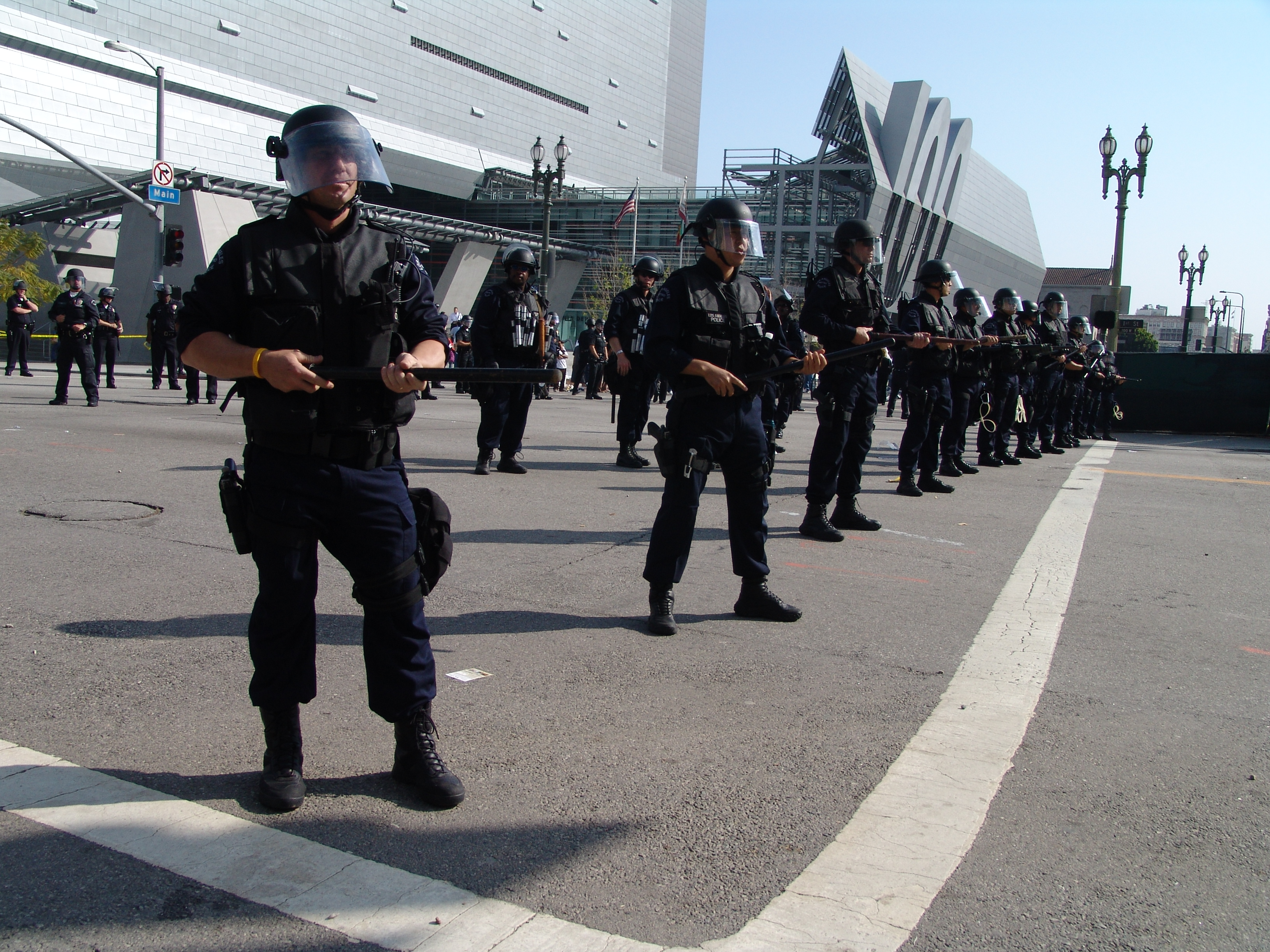
Departamentul de poliție din Los Angeles (LAPD) cu ocazia zilei de mai în 2006 în fața noilor sedii Caltrans District 7

Precum celelalte orașe din America, Los Angeles a experimentat un declin major în criminalitate de la mijlocul anilor 1990 și a atins un minim record în 50 de ani de 314 omucideri în 2009. Aceasta însumează o rată de 7,85 la 100,000 de oameni - un declin major față de 1993, când s-a stabilit recordul de 21,1 la 100,000.
Acesta a inclus 15 cazuri în care au fost implicați ofițeri ai poliției. Un caz a condus la moartea unui membru SWAT, Randal Simmons, primul în istoria LAPD.
Familia criminalității în Los Angeles a dominat crima organizată în timpul Prohibiției și și-a atins maximul în anii 1940 și 1950 ca parte a Mafiei Americane dar s-a degradat de atunci odată cu apariția numeroaselor găști de culoare și de Hispanici.
Potrivit LAPD, orașul găzduiește peste 45,000 de membri ale bandelor, organizați în 450 de bande. Printre ele se numără Crips și Bloods, amândouă fiind bande de stradă Afro-Americane ce iși au originea în sudul Los Angelesului. Benzile de stradă Latino precum Sureños, o bandă de stradă Mexicano-Americană și Mara Salvatrucha, ce conține membrii în special Salvadorieni, iși au originea în Los Angeles. 18th Street are o componență predominantă Latino dar este multietnică. Asta a condus la referirea orașului ca fiind ”Capitala Mafiotă a Americii”.

## Orașe înfrățite

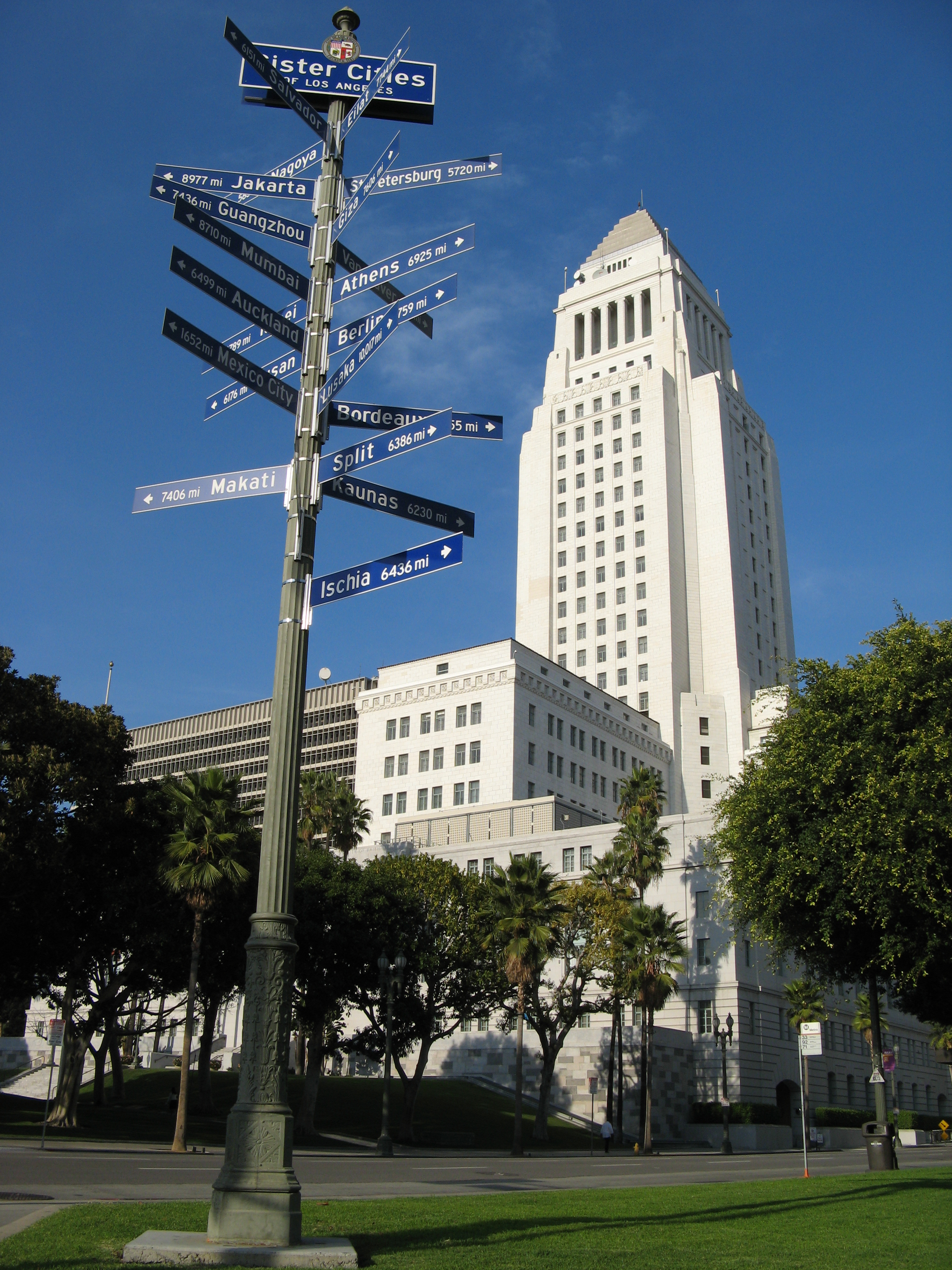
Un semn lângă primăria Los Angelesului arată orașele înfrățite

Los Angeles este înfrățit cu 25 de orașe, listate cronologic după anul în care au devenit înfrățite:
- Eilat, Israel (1959)
- Nagoya, Japonia (1959)
- Salvador, Bahia, Brazilia (1962)
- Bordeaux, Franța (1964)
- Berlin, Germania (1967)
- Lusaka, Zambia (1968)
- Mexico City, Mexic (1969)
- Auckland, Noua Zeelandă (1971)
- Busan, Coreea de Sud (1971)
- Mumbai, India (1972)
- Tehran, Iran (1972)
- Taipei, Taiwan, Republica Chineză (1979)
- Guangzhou, Republica Populară Chineză (1981)
- Atena, Grecia (1984)
- Sankt Petersburg, Rusia (1984)
- Vancouver, British Columbia, Canada (1986)
- Giza, Egipt (1989)
- Jakarta, Indonesia (1990)
- Kaunas, Lituania (1991)
- Makati, Filipine (1992)
- Split, Croația (1993)
- San Salvador, El Salvador (2005)
- Beirut, Liban (2006)
- Ischia, Campania, Italia (2006)
- Yerevan, Armenia (2007)

Los Angeles mai are și următoarele ”orașe prietene”:
- Londra, Anglia, Regatul Unit
- Łódź, Polonia
- Manchester, Anglia, Regatul Unit

- Los Angeles are de asemenea un parteneriat de schimburi cu Tel Aviv, Israel.